# Меблі

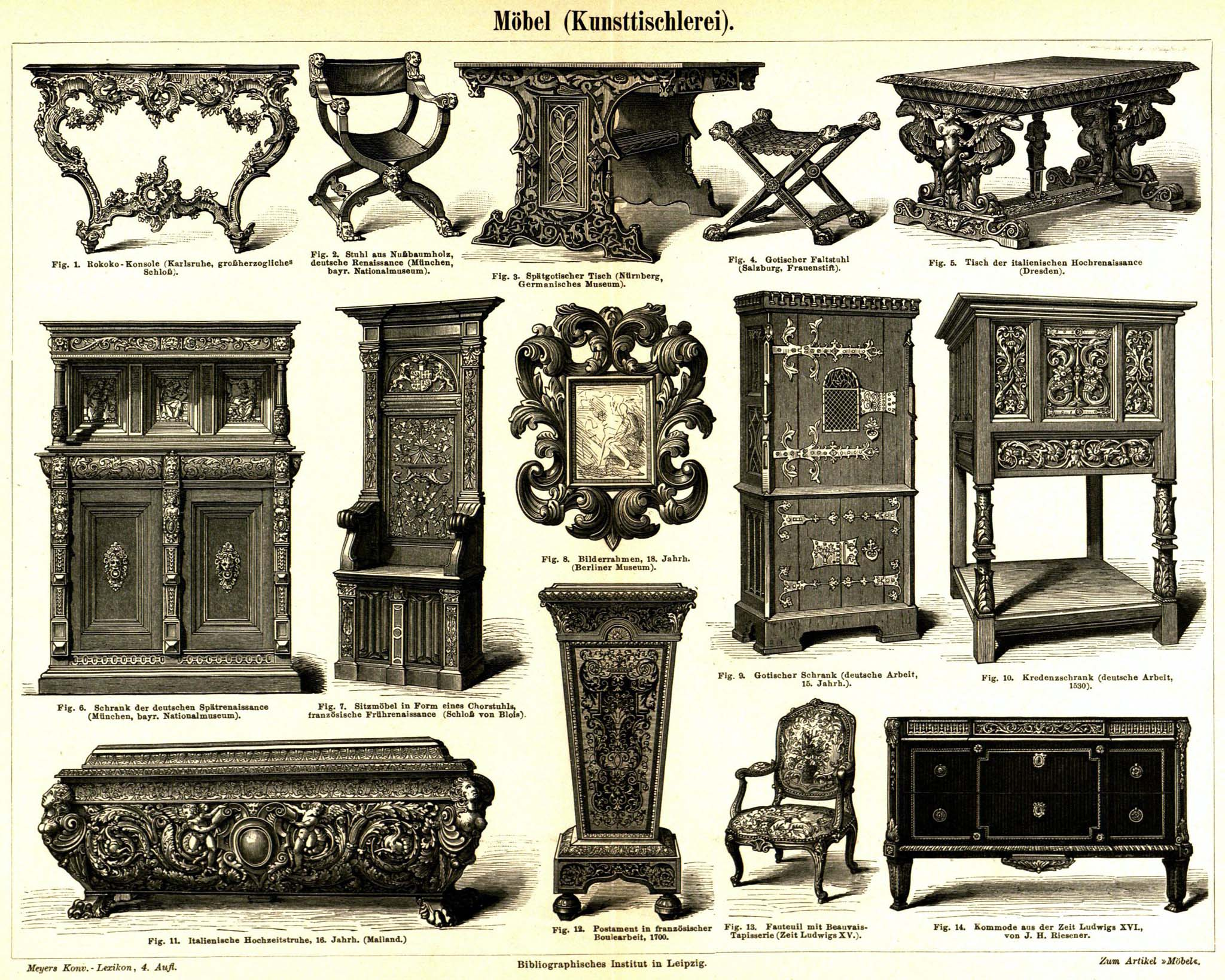
Зразки історичних меблів з дерева.

Ме́блі (від лат. mobile — рухомий через фр. meuble) — рухлядь, рухоме майно, тобто та частина майна, яку на відміну від нерухомого, можливо переміщувати. У вузькому розумінні це лише вбудовані чи розташовані окремо предмети житла, призначені для зберігання різних предметів використання людини, комфорту.
Існує також давньоруський відповідник поняття «меблі» і «рухоме майно». Це — «рухлядь». У зв'язку з тим, що «рухоме майно» як правило має менший термін використання ніж нерухоме, це слово стало також вживатись у значенні «речі, зокрема предмети одягу і оздоблення, які швидко тліють, або вже зотліли», в якому і вживається в наш час.

## Історія

### Виникнення меблів
Меблі швидше виникали у кочових племен, схильних до постійного проживання на окремих територіях, чи у тих, де холодний клімат спонукав більше часу проводити в помешканнях. Первісними меблями слугували каміння чи шматки стовбурів дерев. Виникли і вимоги до матеріалу. В країнах Середземномор'я як меблі слугували пісковик, мармур і всі різновиди мармуровидних порід (крісла в театрах, цирках Стародавньої Греції Греції і Риму). Широкого використання набули і дерев'яні меблі, як зручніші, більш легкі і неважкі в пересуванні. Дерев'яні меблі почали домінувати завдяки легкій обробці сировини, здатності до фарбування, різьблення, комбінації з металевими чи тканими виробами.
Історія створення меблів в Західній Європі тісно пов'язана з епохами і мистецькими стилями. Існують меблі доби готики, Відродження, маньєризму, бароко і рококо, класицизму і ампіру,модерну і функціоналізму.

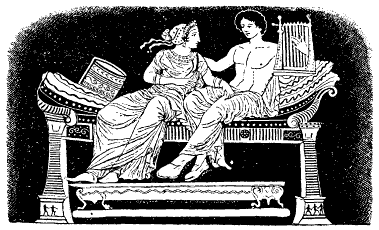
Давньогрецька канапа.

### Стародавній Рим
Римські меблі значною мірою базувалися на грецьких меблях за стилем та конструкцією. Рим поступово витіснив Грецію як головну культуру Європи, що в кінцевому підсумку призвело до того, що Греція стала провінцією Риму в 146 році до нашої ери. Таким чином, Рим взяв на себе виробництво та розповсюдження грецьких меблів, і межа між цими двома стерта. Римляни справді мали деякі обмежені інновації поза грецьким впливом, а стилі були власними.
Римські меблі були виготовлені в основному з використанням дерева, металу і каменю, а для зовнішніх меблів використовувалися мармур і вапняк. Дуже мало дерев'яних меблів збереглося неушкодженими, але є докази того, що використовувалися різноманітні породи дерева, включаючи клен, цитрон, бук, дуб і падуб. Для оздоблення використовувалося деяке імпортне дерево, наприклад атлас. Найпоширенішим металом була бронза, збереглися численні зразки якої, наприклад, підголівники для кушеток та металевих табуретів. Подібно до греків, римляни використовували шипи, дюбелі, цвяхи та клей для з'єднання дерев'яних деталей разом, а також практикували шпонування[джерело?].

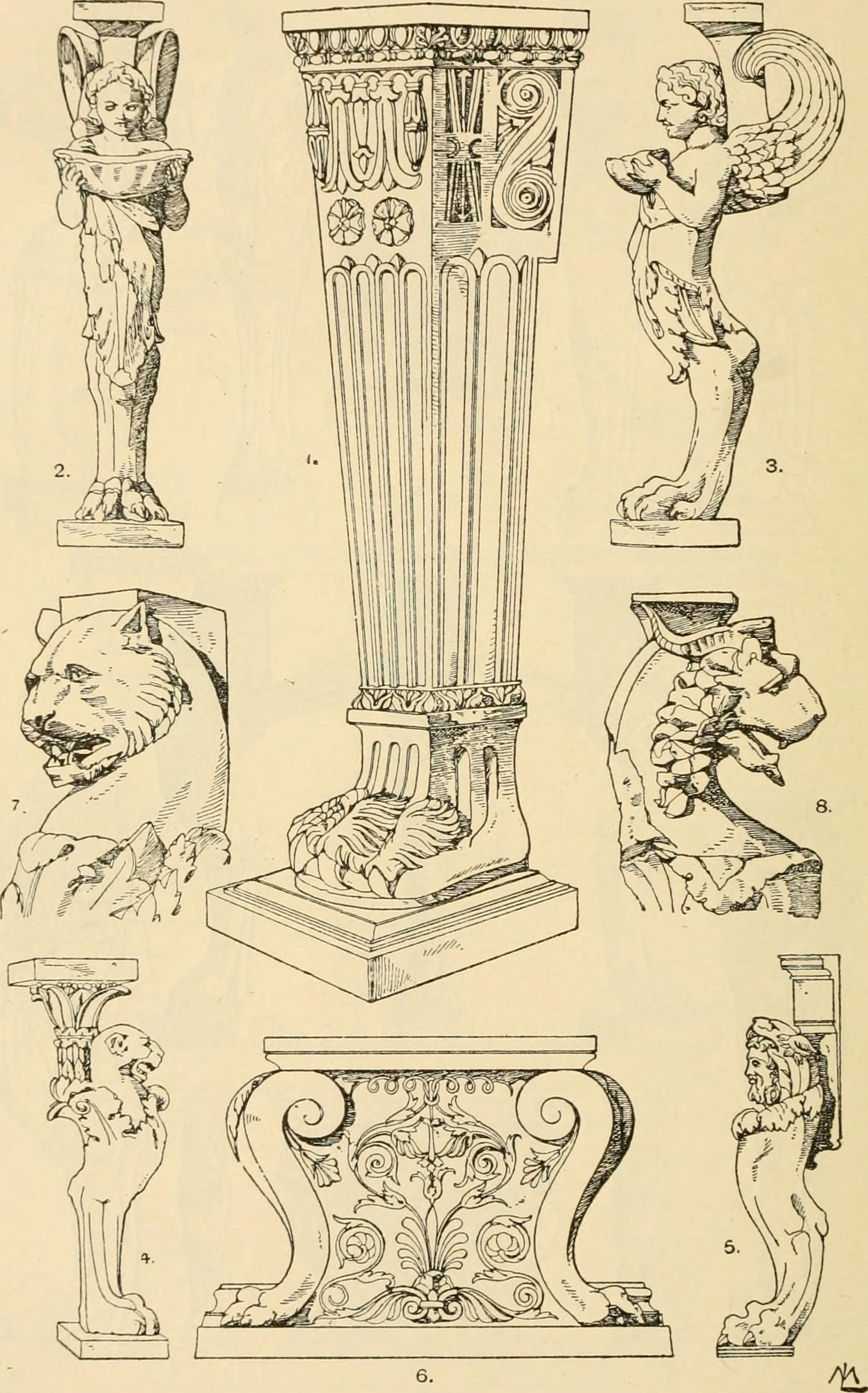
Ілюстрація деталей римських меблів 1900 року дуже схожа на меблі в стилі ампір
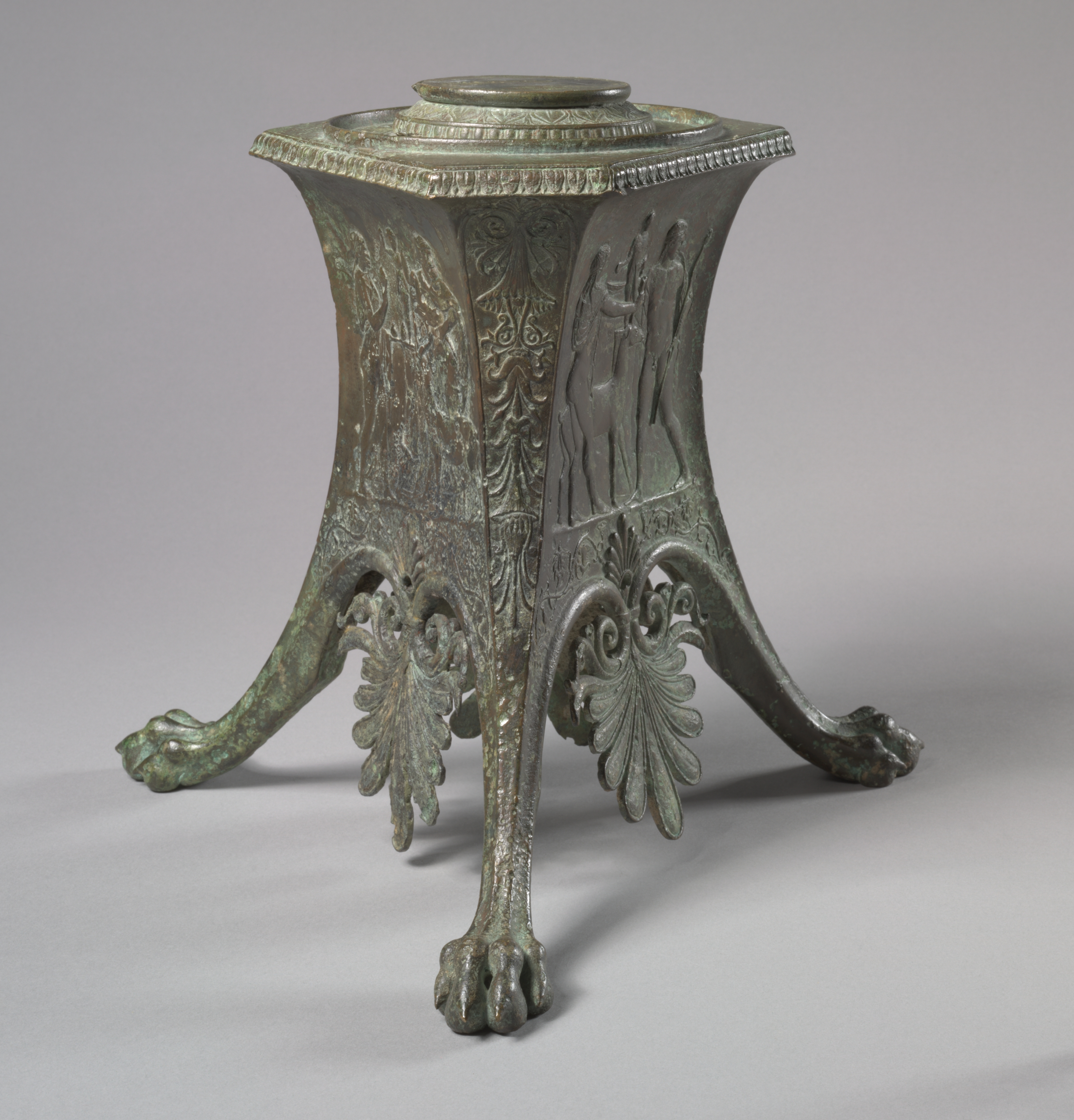
Основа штатива; близько 100 р. до н.е.; бронза; загальний розмір: 77 x 32,3 x 28 см; Музей мистецтв Клівленда (Клівленд, Огайо, США)
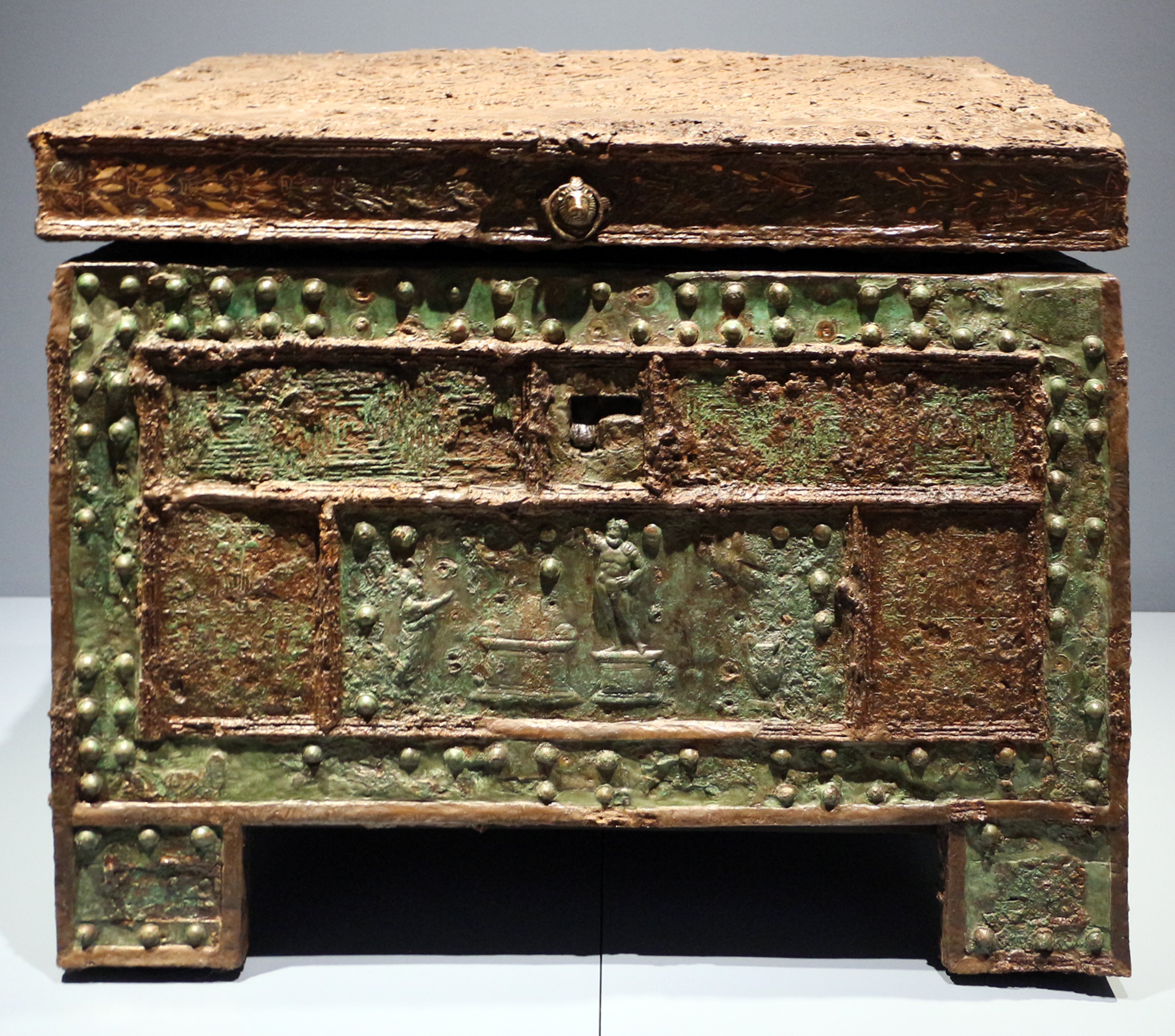
Скриня зі скарбами із зображеним на ньому жертвою Юпітера; 1 століття нашої ери; дерево, залізо і бронза, зі старінням; з Помпеї ; Національний археологічний музей Неаполя (Неаполь, Італія)
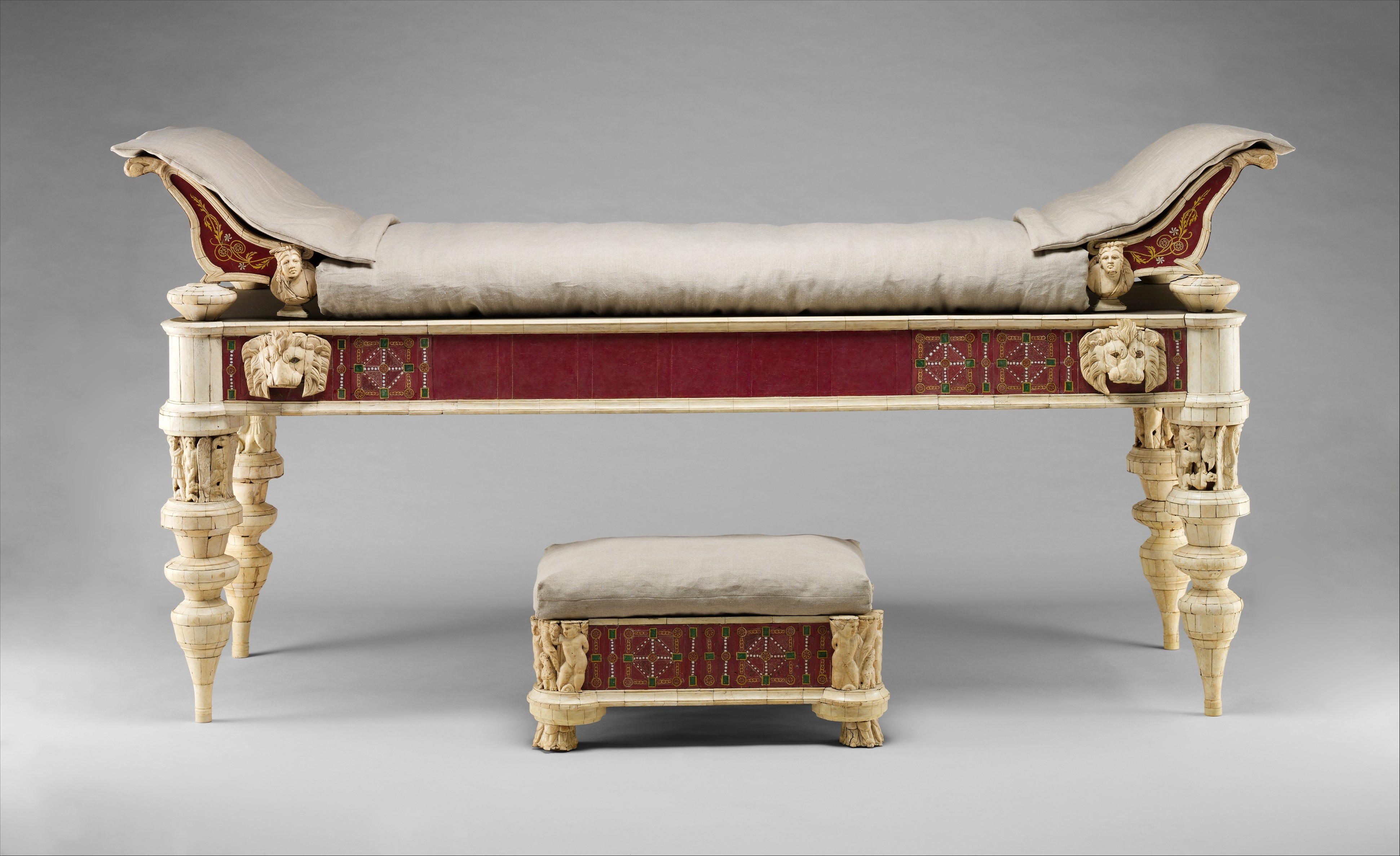
Кушетка та табуретка з кістяним різьбленням та скляними інкрустаціями; 1–2 століття нашої ери; дерево, кістка і скло; диван: 105,4 × 76,2 × 214,6 см; Музей мистецтв Метрополітен (Нью-Йорк)

### Меблі романського стилю в Західній Європі
В романську добу використовують масивні і спрощені за формою меблі. Її виготовляли з жердин без кори чи оброблених сокирою дощок. Сиділи на стільці, що мали три опори. Для церковних ієрархів виготовляли крісла з високою спинкою. Серед оздоб переважало різьблення геометричних чи рослинних візерунків.

### Меблі доби готики
В добу готики наново винайшли дворучну пилу. Це дало можливість отримувати більш тонкі дошки чи шматки деревини потрібного розміру. Каркасна система побудови готичних соборів була перенесена на створення меблів. Меблі з каркасною системою більш легкі, ніж меблі романської доби, міцніші, різноманітні за формою. Ускладнилися і засоби різьблення, що імітували нервюри готичних склепінь, готичних арок, фігурних зображень чи візерунків. Відомі готичні скрині, шафи, поставці для посуду, крісла, ліжка з дерев'яним шатро (балдахіном).

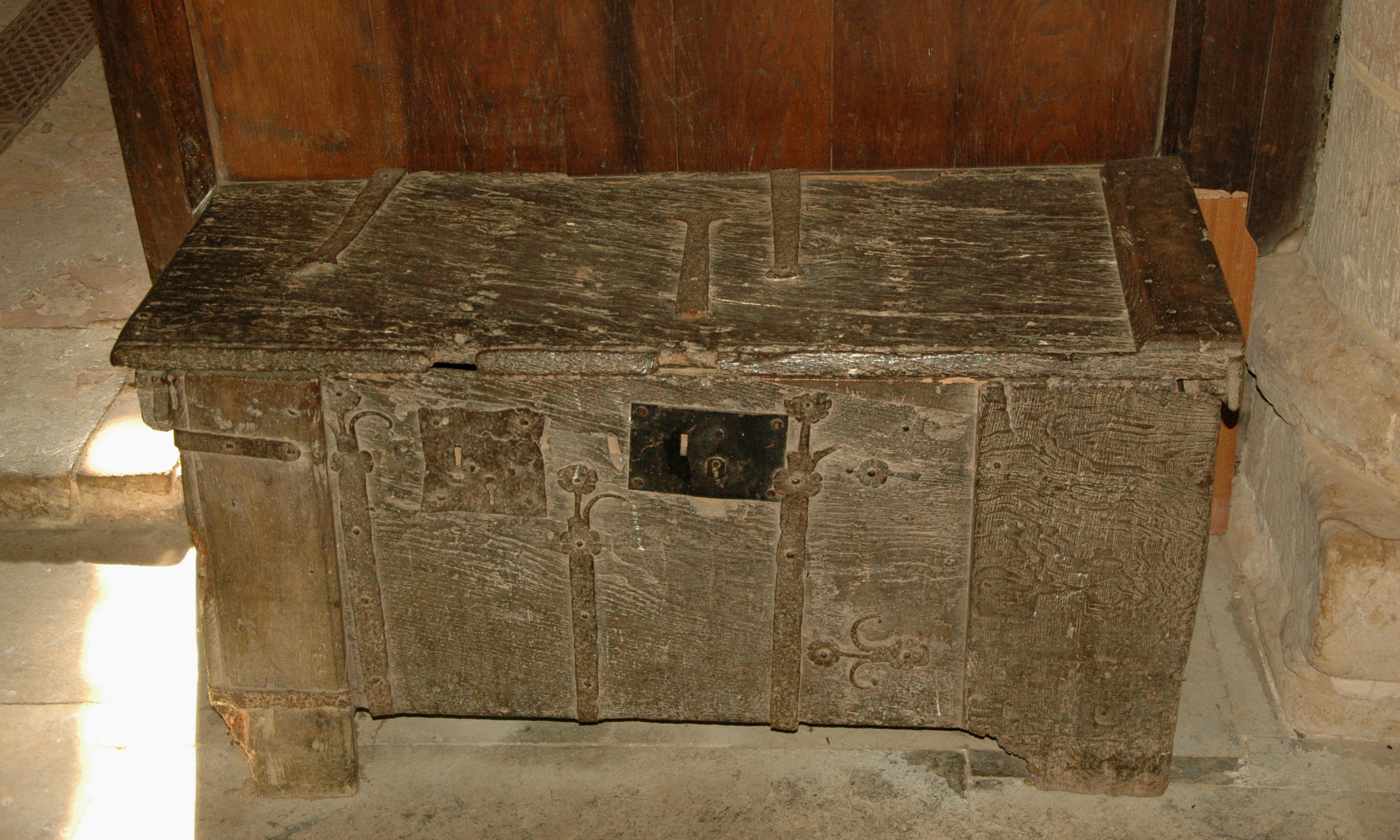
Скриня перехідної доби від романики до готики, кінець 13 ст., Британія, Варвікшир, приходська церква св. Лаврентія, Шотсвелл
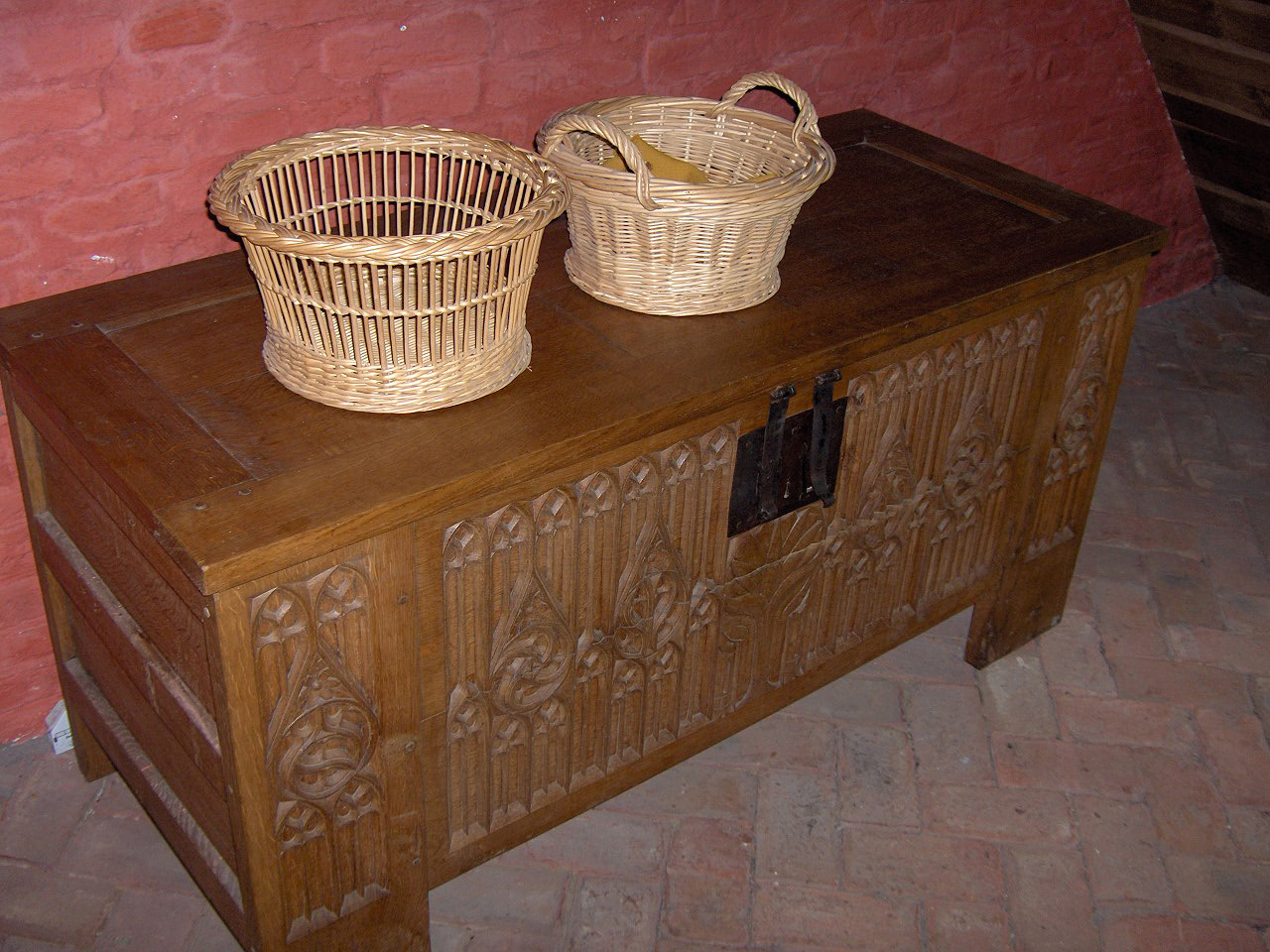
Скриня доби готики, Бельгія.
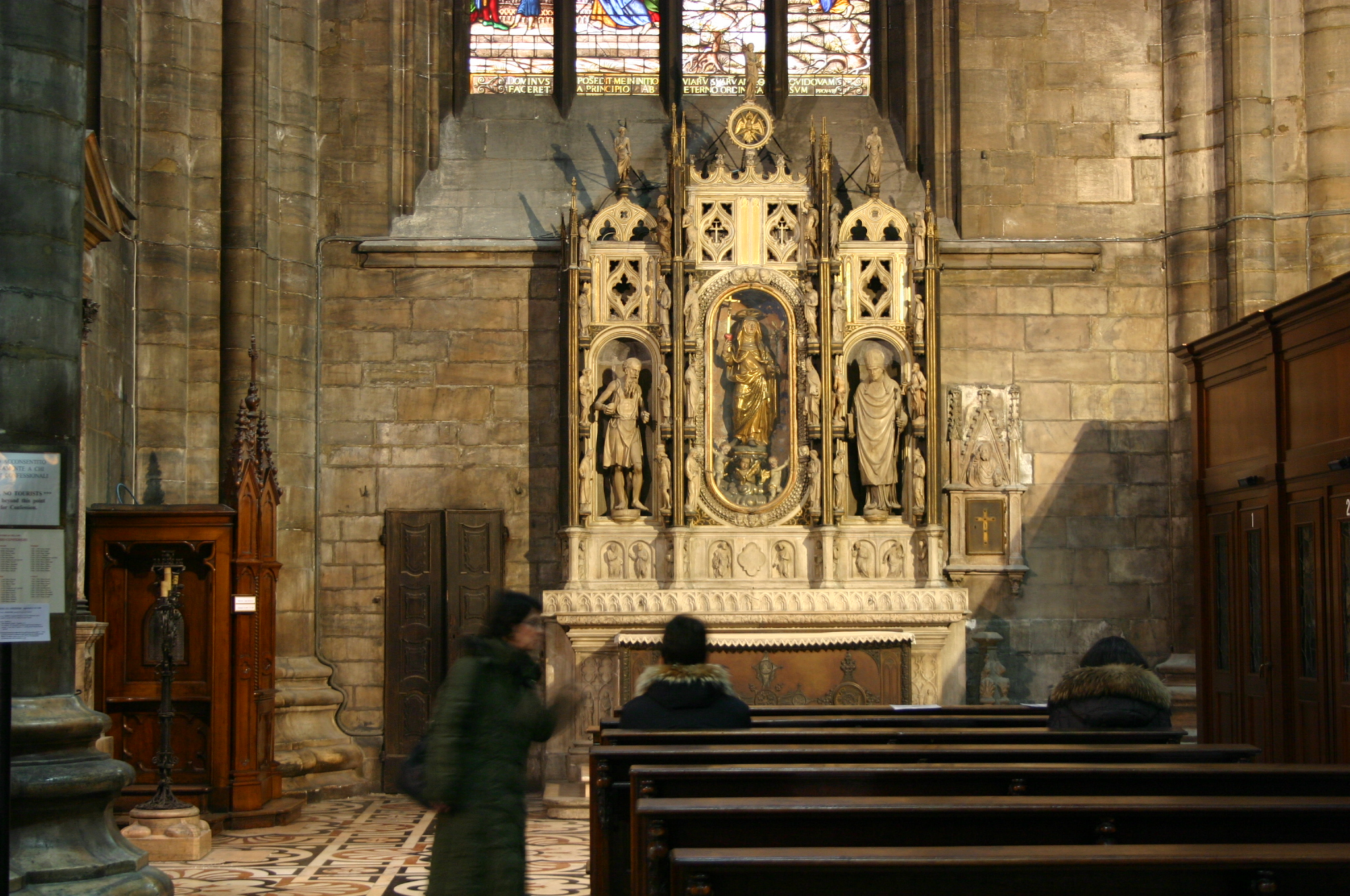
Готичний вівтар Св. Катерини, Міланський собор.

### Меблі доби Відродження

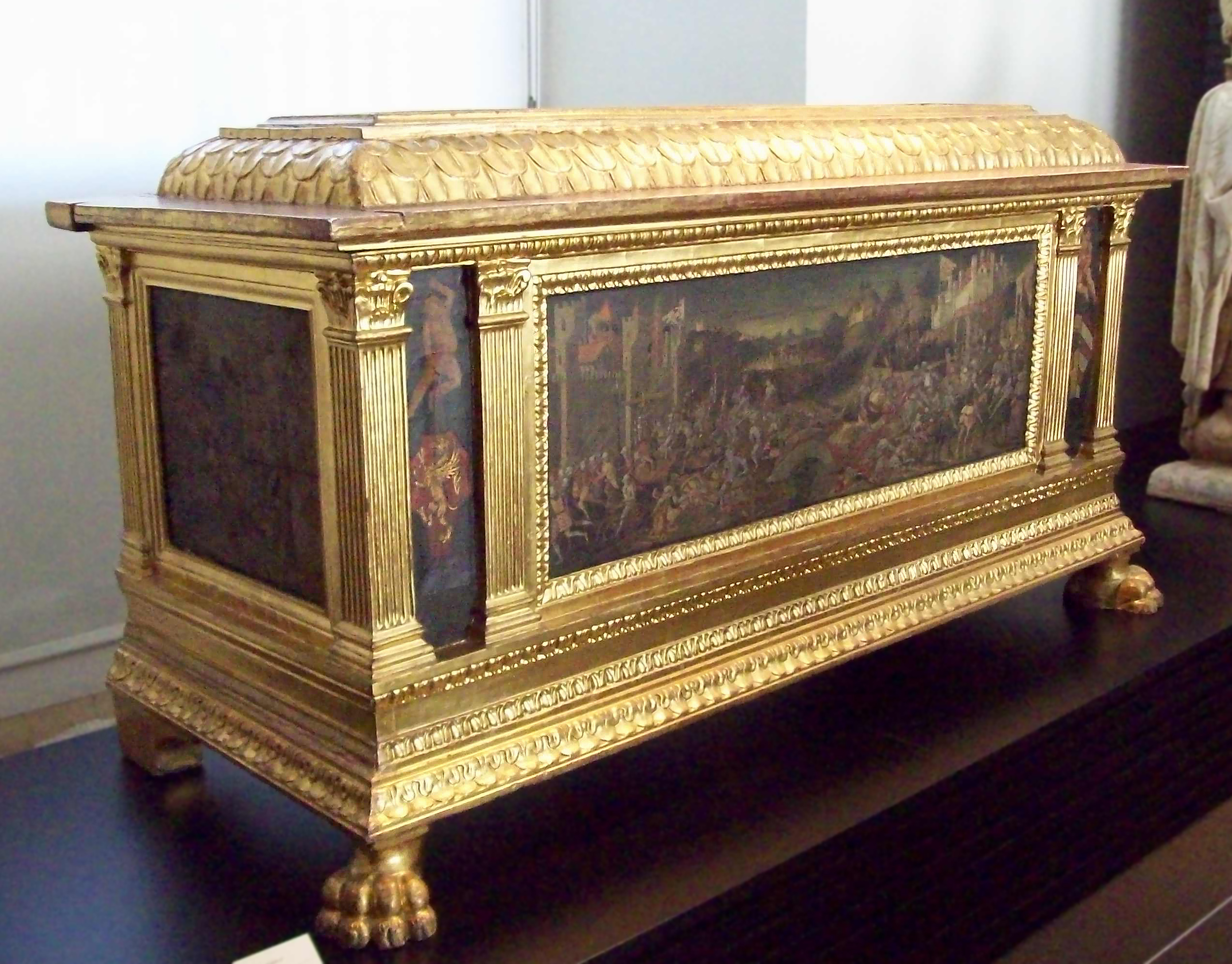
Золочена скриня (кассоне) з Флоренції і сценою «Баталія при Ангіарі», Іспанія, Мадрид.

Деякі меблі доби італійського Відродження стають в рівень з уславленими витворами мистецтва. Відоме визолочене весільне кассоне (скриня) з розписом на тему «Баталії при Ангіарі». Стінопис на цей сюжет розробляв і Леонардо да Вінчі.
Картина ранішнього періоду творчості Джорджоне «Юдиф», що зберігається нині в музеї Ермітаж, була намальована геніальним художником на дверці шафи одного з венеційських аристократів. Значно пізніше шафу зламали, аби отримати видатний витвір мистецтва уславленого митця з Венеції.
Серед уславлених художників Італії, що розробляли декор для меблів — П'єро делла Франческа ,Лоренцо Лотто, Сандро Ботічеллі.

### Маньєризм та меблі

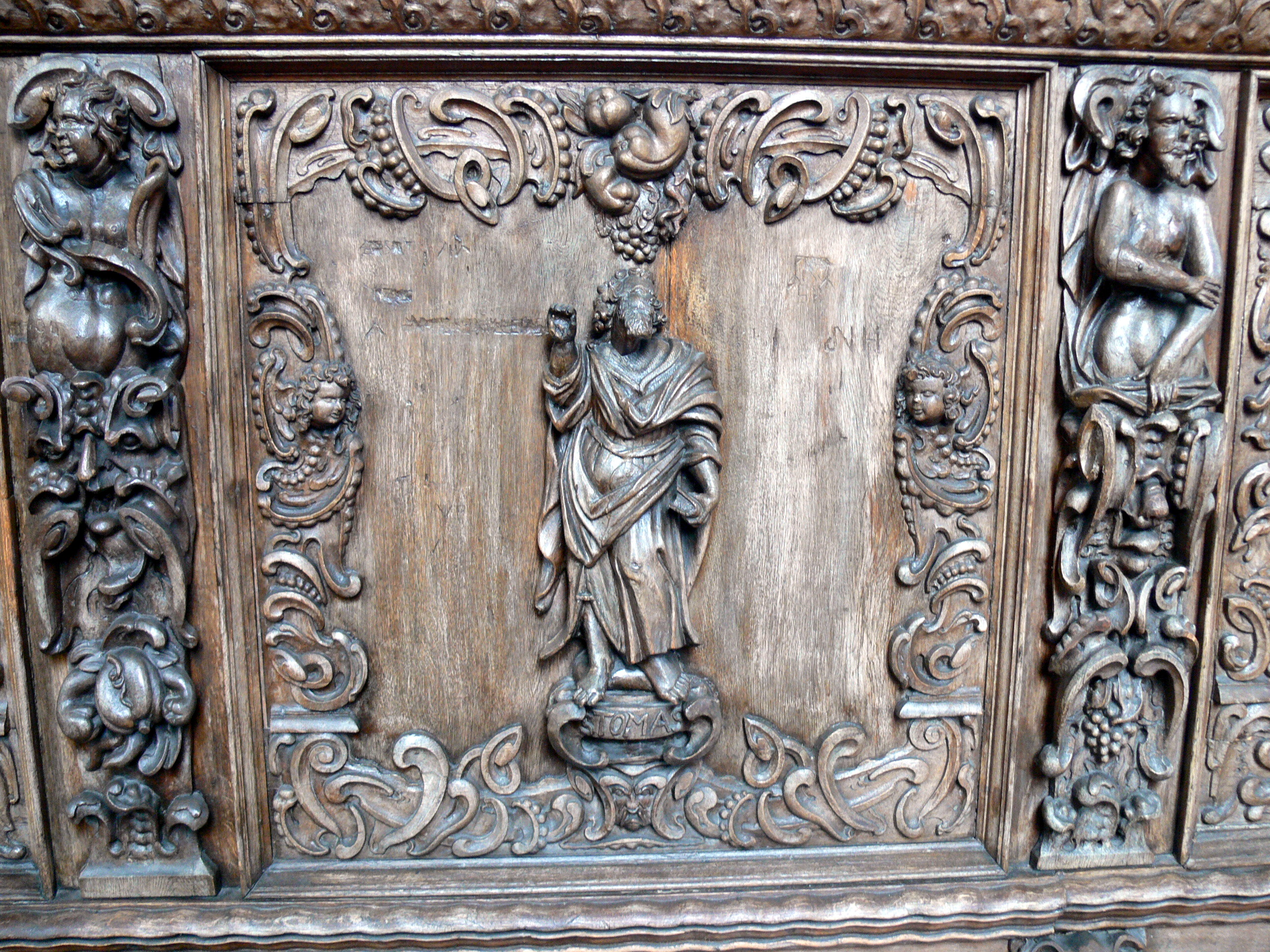
Орнаменти доби маньєризму, різьблення по дереву 1652 р. Німеччина, церква Св. Ола
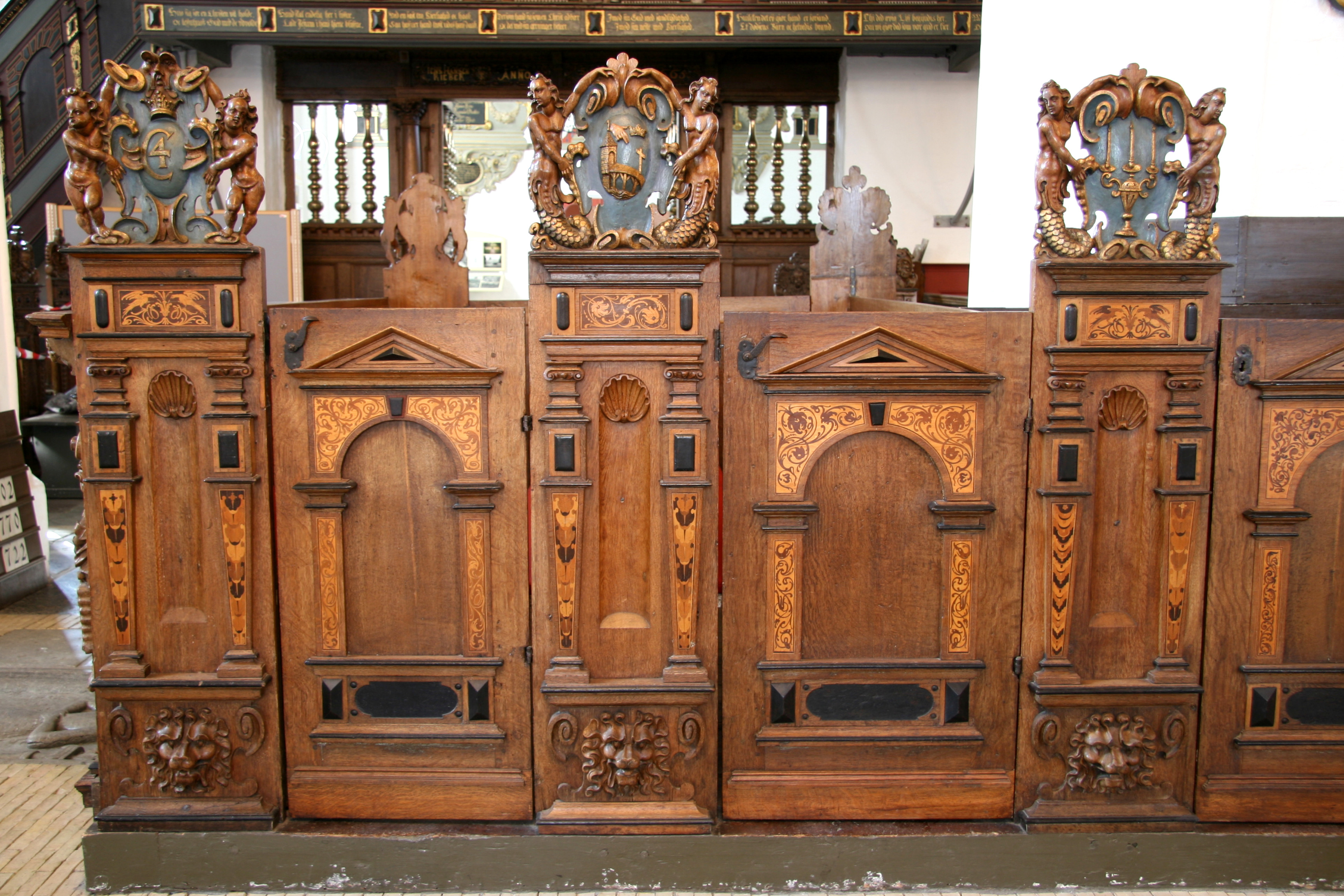
Різьблені лави для членів магістрату, церква Св. Миколи, Кьоге, Німеччина.
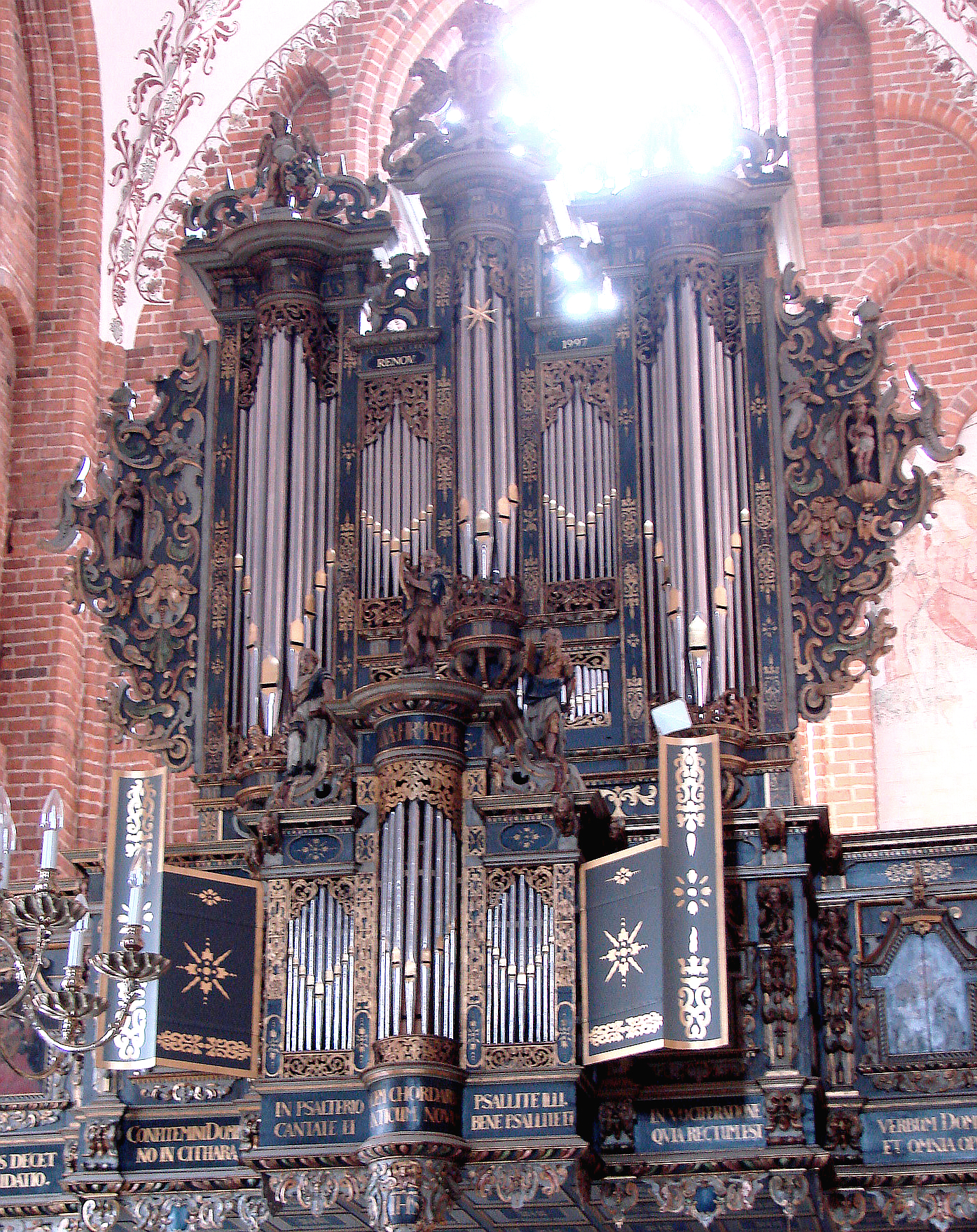
Церковний орган з оздобами маньєризму, ц.Св. Марії, Хелсінгьор, Німеччина.

### Меблі бароко. Західна Європа

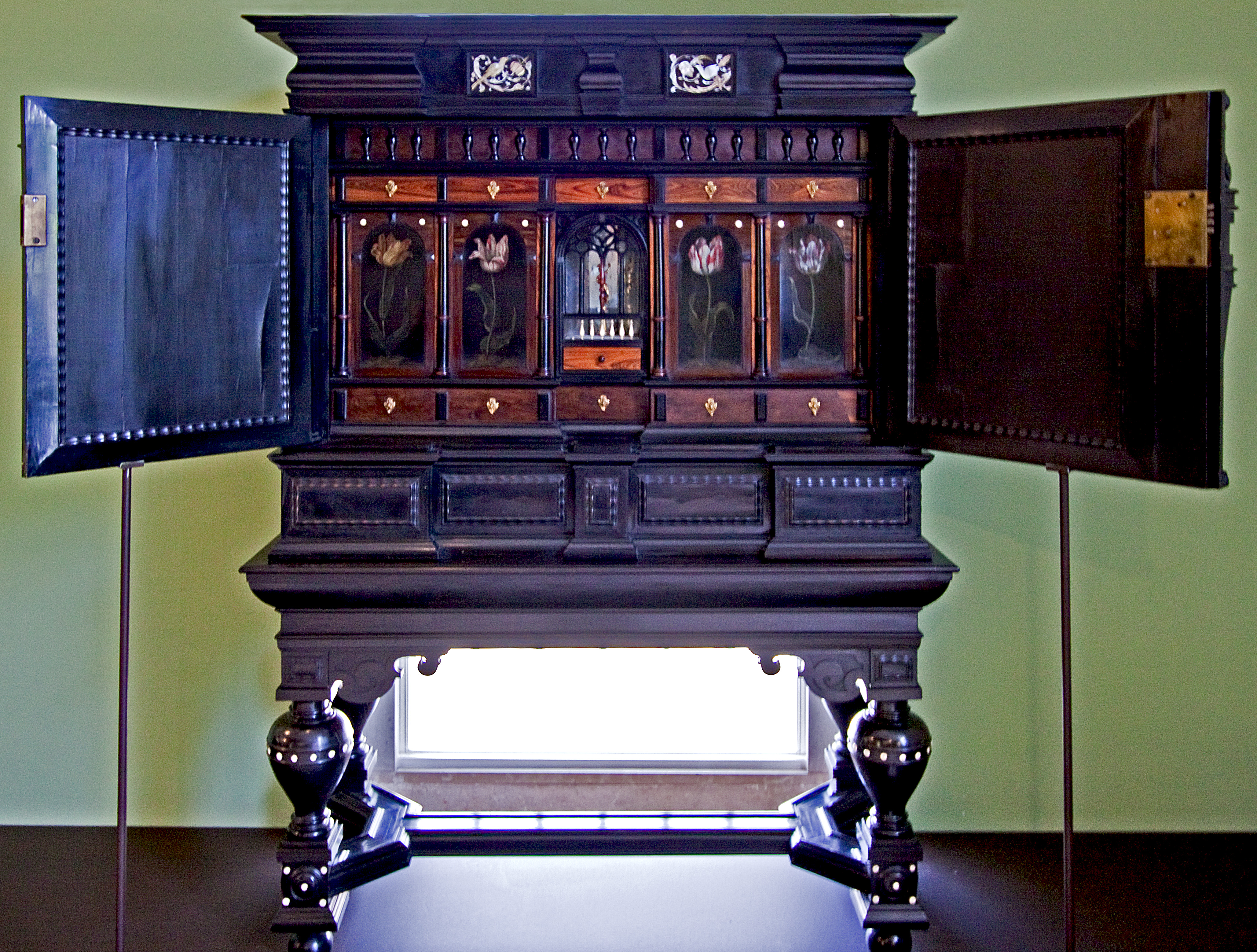
Шафа-кабінет 17 ст. Музей Бойманс ван Бенінген, Роттердам.

Меблі для бідних верств населення і багатіїв давно розійшлися в своєму виконанні, використанні матеріалів і функціональному призначенні. Це особливо відбилося на палацових меблях доби бароко, які займають видатне місце в мистецтві взагалі. Ускладнилися засоби обробки меблів, використання різноманітних матеріалів(метали, дерев'яна мозаїка-маркетрі, панцирі черепах), їх комбінація. Виникають меблі з розкішним різьбленням чи імітацією архітектури — розірвані фронтони, карнизи, колони тощо. Особливе місце серед палацових меблів посів кабінет — різновид меблів для зберігання коштовностей,монет і медалей, мережива, колекцій мінералів, листів і приладдя для листування, маленьких витворів мистецтва тощо. Кабінет став героєм палацових інтер'єрів і барокових натюрмортів. Винайшли і кабінет-секретер з відкидною кришкою для листування. Назву кабінет пізніше перенесли і на залу, де вони стояли. Так виникає зала-кабінет.

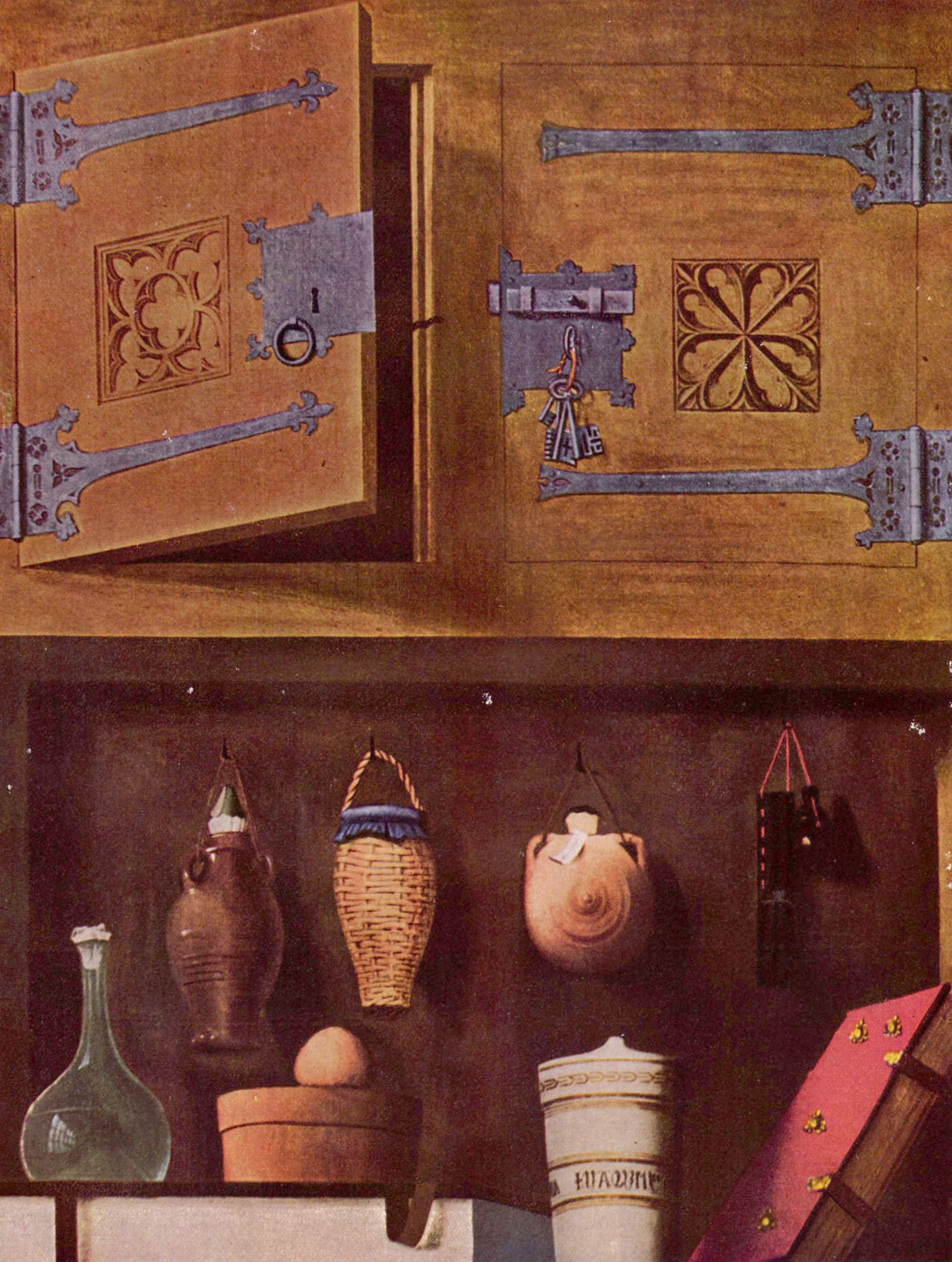
Натюрморт. Майстер з Німеччини 1650 р. Нью-Йорк
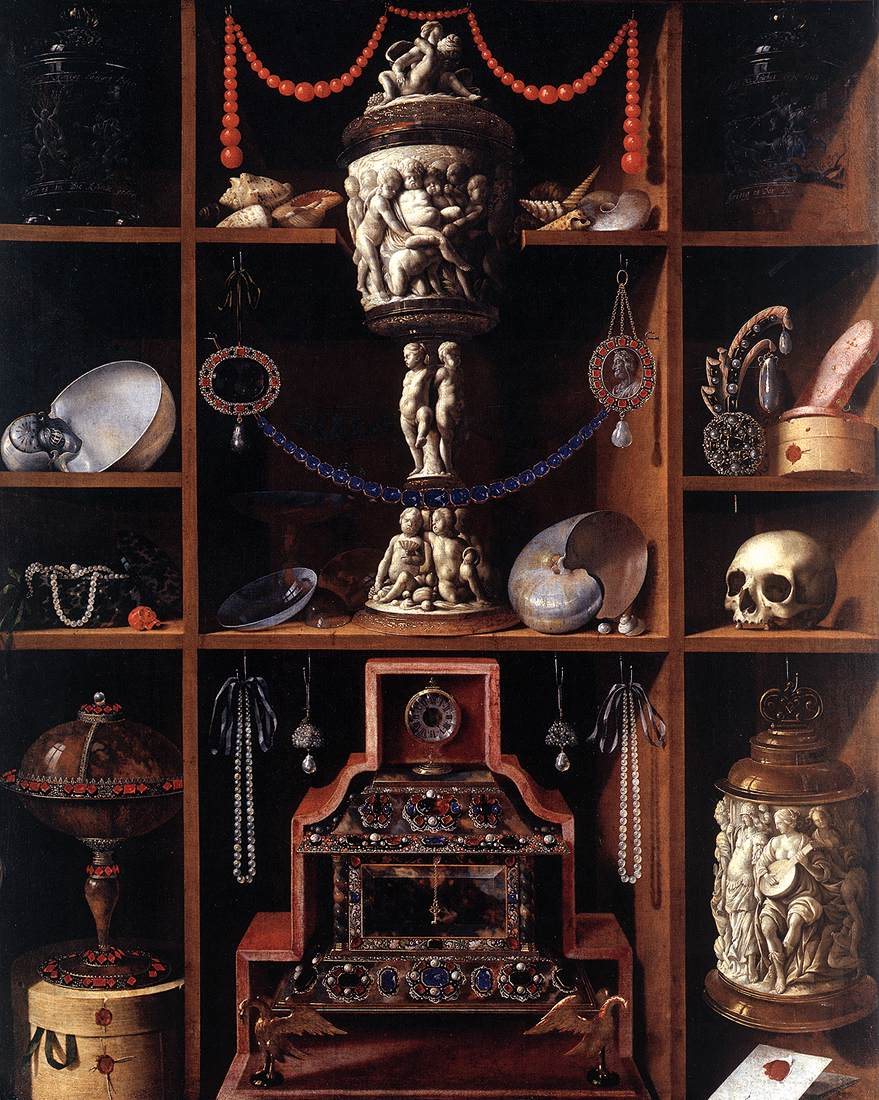
Худ. Хайнц. Поставець, Гамбург.
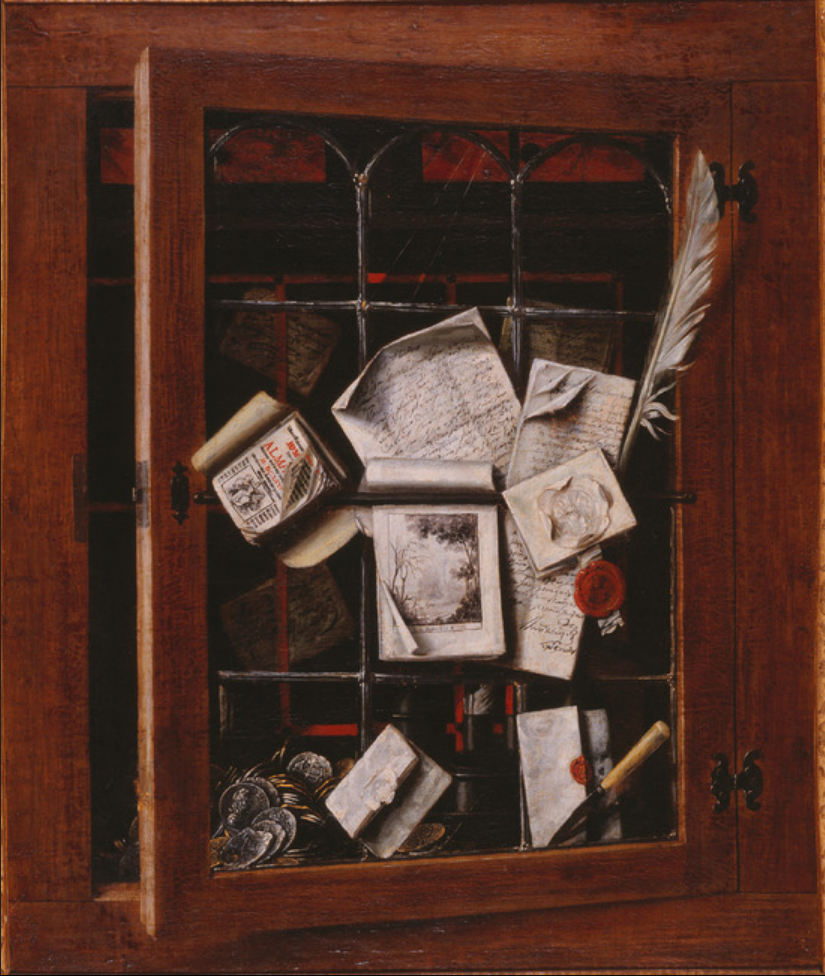
Худ К. Гейбрехтс. Шафа з малюнками і листами. Приватна збірка .

### Майстри меблів

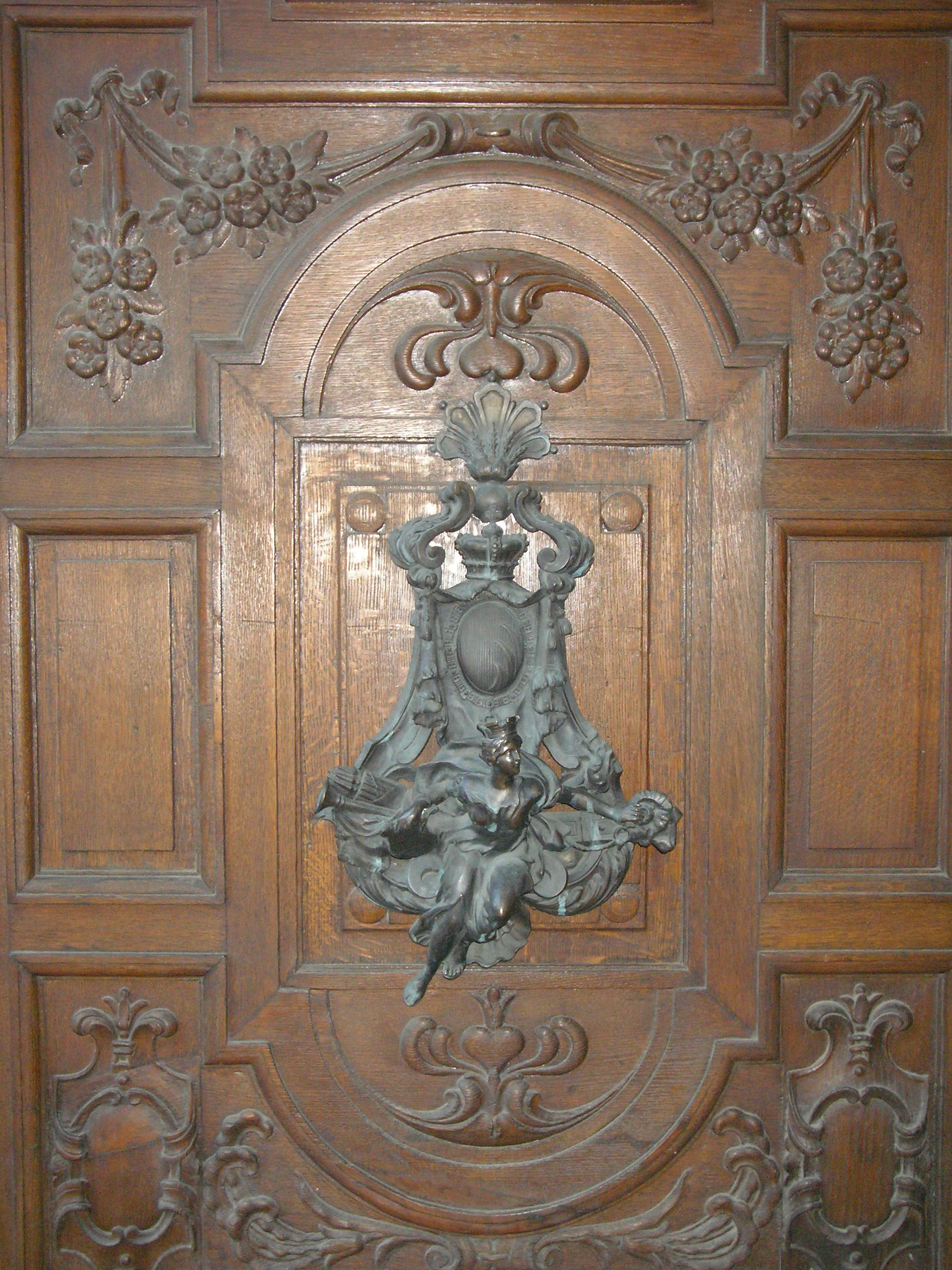
Меблі з накладкою бронзи. Палац Кінських, Відень

В добу бароко до виготовлення поодиноких зразків меблів підходять як до виготовлення витвору мистецтва. Аби надати зразку краси і довершеності, малюнок різьблення замовляють художнику(кабінет середини 17 ст з рельєфами на тему життя Йосипа Прекрасного, малюнки Лепотра, Франція). Відомим меблевим майстром 2-ї половини 17 ст. у Франції був Андре Шарль Буль.Його шафи з інкрустаціями міді та олова зберігають Лувр (Париж)та Ермітаж(Петербург). Серед меблевих майстів — Андре Шарль Буль, Шарль Крессан, Антуан Гудро, Рене Дюбю, Робер Годре , Жан-Франсуа Обен,Анрі Різенер , Давид Рентген, Томас Чіппендейл.

### Меблевий майстер Різенер, Франція, кінець 18 ст.
Значення меблів і майстрів по їх виготовленню добре видно з біографії мебляра Різенера Ж-А. (1734—1806).Німець за походженням, Різенер перебрався в Париж, де було вдосталь замовників і де добре оплачували вироби. Він автор уславленого бюро короля Франції Луї 15 — го. Бюро розпочав робити ще його вчитель — Обен Ж-Б.(1721—1763). Після смерті Обена бюро допрацював саме Різенер. І це нагадує традицію доопрацювування незакінченої картини учнем померлого художника.

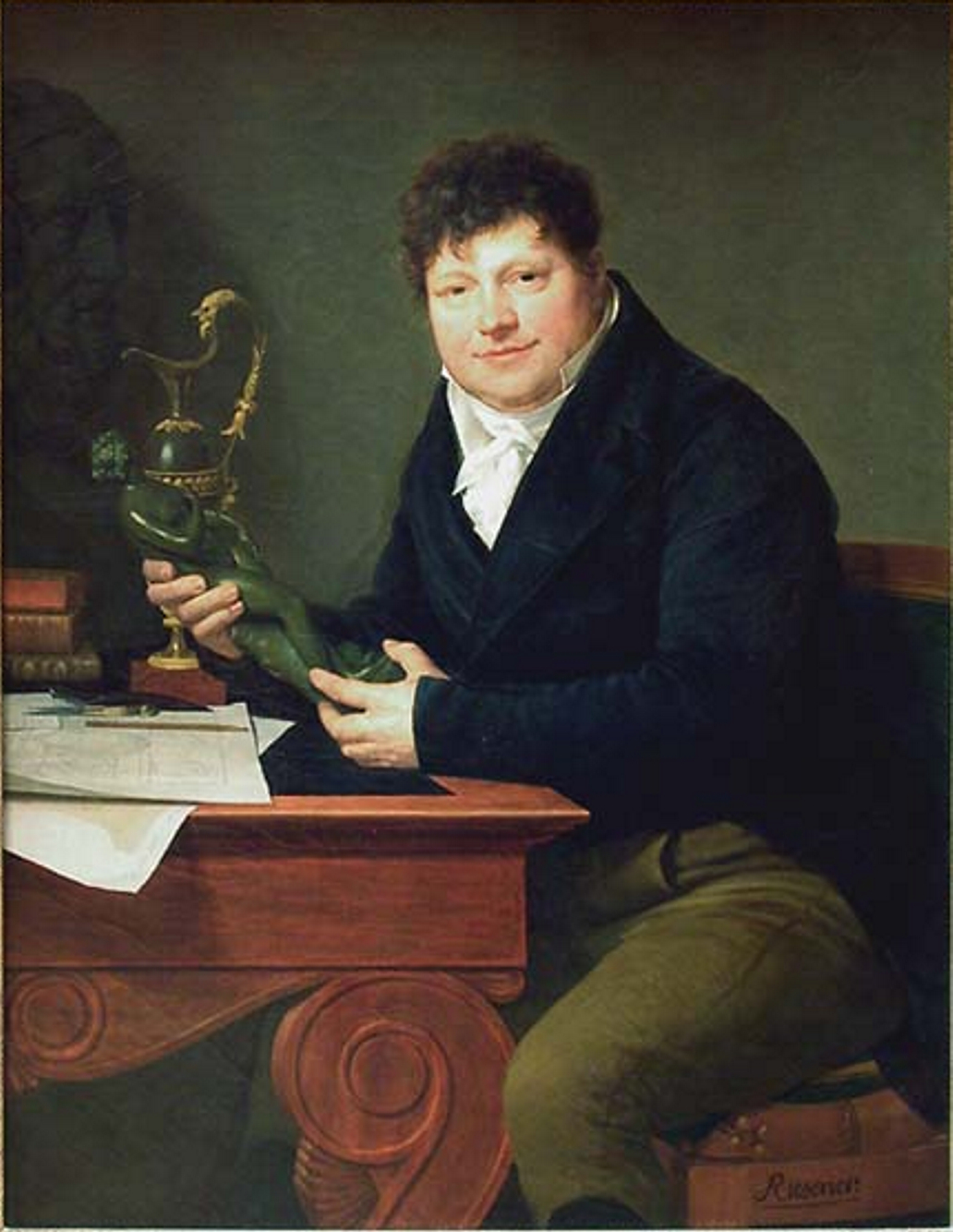
Худ. Анрі Різенер-син. Бронзовщик А-А.Равріо

Як талановитий майстер, Різенер виконував замови і наступного короля Франції Луї 16-го. Саме Різенер винайшов меблевий « механізм для відкидання циліндричної кришки бюро». Трохи модернізований механізм Різенера використовується і понині. Аби надати меблям більшої краси, Різенер першим почав використовувати золочену бронзу тонкого малюнку. Все це призвело до співпраці з уславленим бронзощиком скульптором П'єром-Філіппом Томіром(1751—1843). Впливи стилю класицизм спрощували форми самих меблів, роблячи їх зручнішими, ніж меблі доби рококо. А золочена бронза в накладних пластинах і настільних годинниках робила їх коштовною окрасою кожного інтер'єра.
Серед замовників Різенера — банкіри, аристократи, багаті іноземці, що показник міжнародного визнання майстра.
А майстра-мебляра Різенера з 1769 року обрали офіційним постачальником меблів королівського двору Франції.

### Суміш стилів у Франції
На зламі 17—18 століть і в першу половину 18 століття у Франції, наприклад, співіснують бароко з класицизмом і новонародженим рококо.Все це відбилося як в живопису, так і в меблях.
Меблі класицизму 17 ст. тяжіють до прямокутних об'ємів, урочистості і своєрідного використання оздоб з золочених металів, різьблення, інкрустацій. Якщо об'єми прямокутні, то декор має присмак бароко з соковитим малюнком букетів квітів, гротесків, лаврових гірлянд, маскаронів тощо. На декор сильно впливає поширення орнаментальної гравюри, що отримала розвиток ще з часів маньєризму. Свій внесок в арсенал оздоб внесли і майстри гравюр доби бароко у Франції. За малюнками художника Шарля Лебрена роблять меблі для палацу Версаль, садово-паркову скульптуру, статуї для фонтанів, палацову бронзу тощо.
Свою мистецьку вартість отримує і гравюра, перетинаючи службову, підлеглу ролю зразка, ескіза, проекта для створення килима, вишивки, меблів, скульптури. Виникає Королівське зібрання гравюр та естампів, що зображують події царювання короля — сонце, видатні будівлі доби, проекти для ювелірних виробів(серія " Живописні та скульптурні орнаменти в галереї Аполлона палацу Лувр та королівських помешканнях Тюїльрі (палац). Намальовані і гравійовані Бере́ном, Шово́ і Лемуа́ном ").
Антикласичне за суттю мистецтво рококо відмовилось від прямих ліній і надало престижності і вартості дивацькому, чудернацькому поєднанню хвилястих ліній, дрібних орнаментів, мушель, квітів, рослинних візерунків. Серед майстрів рококо Франції — Жермен Бофран (1667—1754), Франсуа Буше (1703—1770), Антуан Ватто (1684—1721), Робер де Котт (1656—1735), Матьє Крієр (1689—1776). Меблі рококо, як і живопис, наче ілюстрація до головного слова доби — каприз. Вони надзвичайно легкі, невеличкі, хвилясті, перенасичені орнаментами, але зручні. Вони перебували в ансамблі з рококовими виробами з порцеляни, срібла, перламутру, бурштину, золоченого дерева і навіть пап'є-маше.

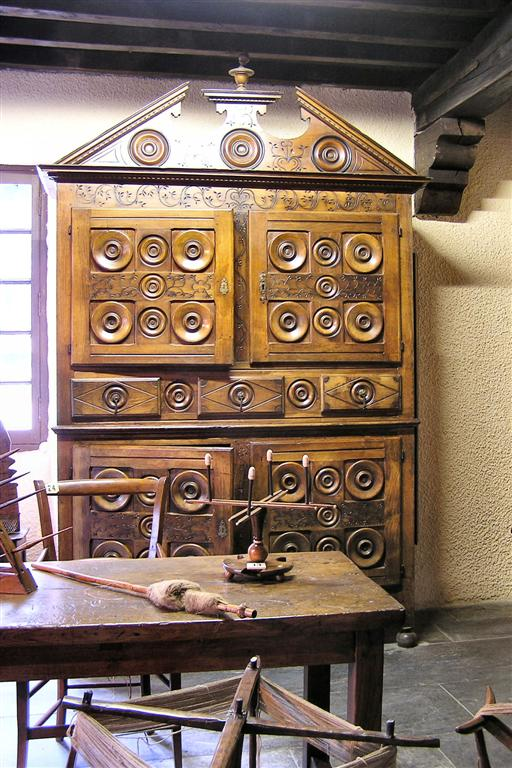
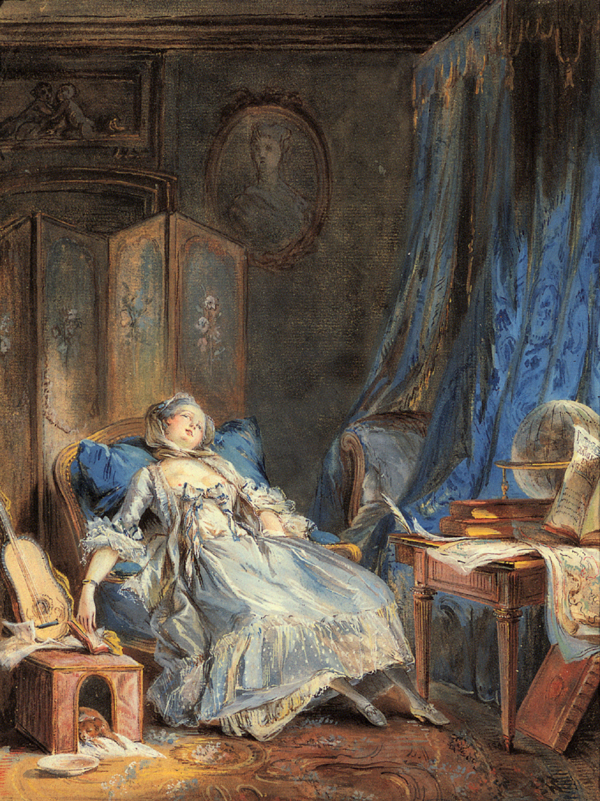
Худ. П.-А. Буден. Інтер'єр стилю рококо.
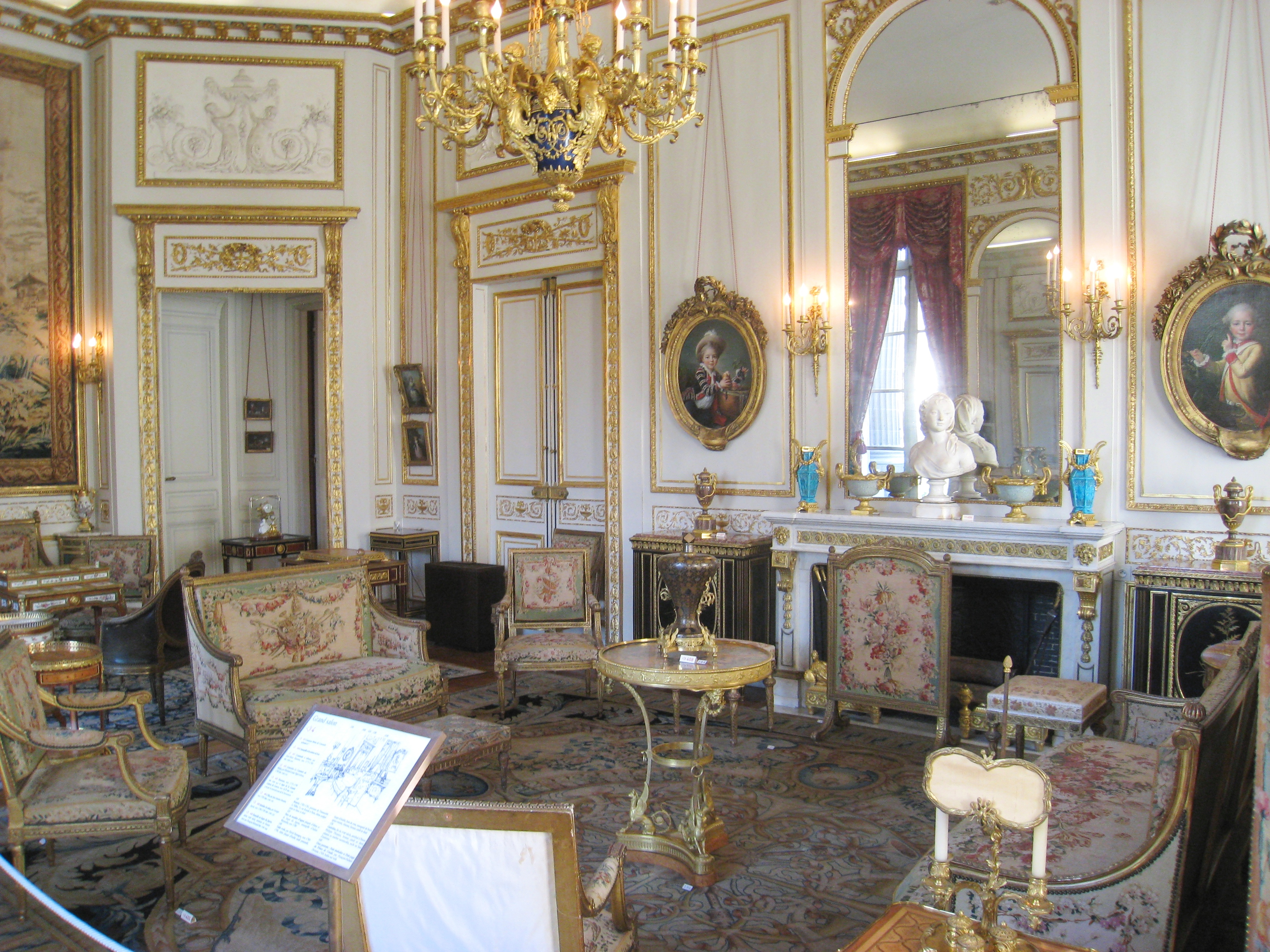
Меблі Франції 18 ст. Музей Ніссім-де-Камондо, Париж.

### Церковні меблі

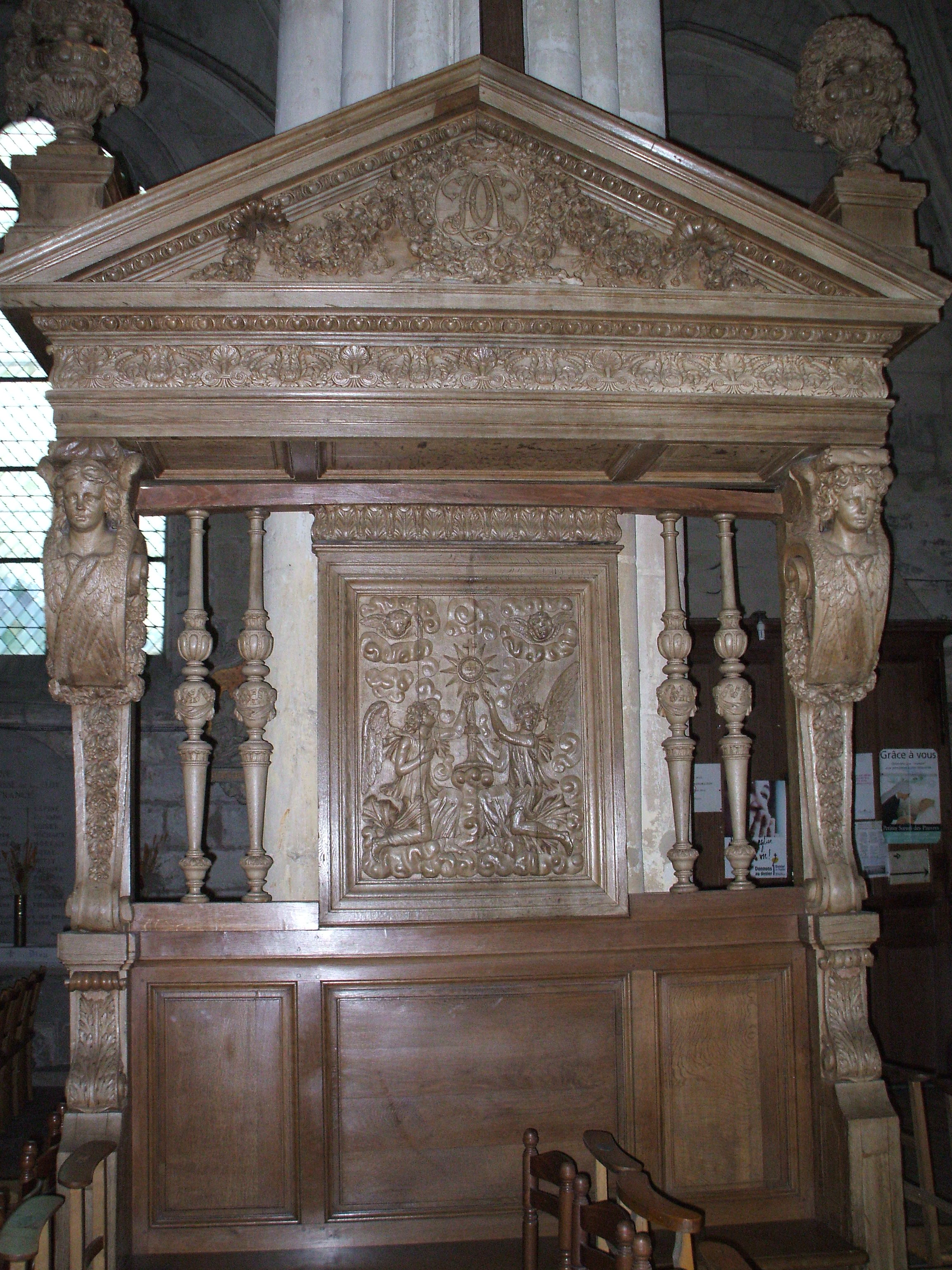
Дерев'яне шатро над лавою в церкві Св. Георгія, Франція.
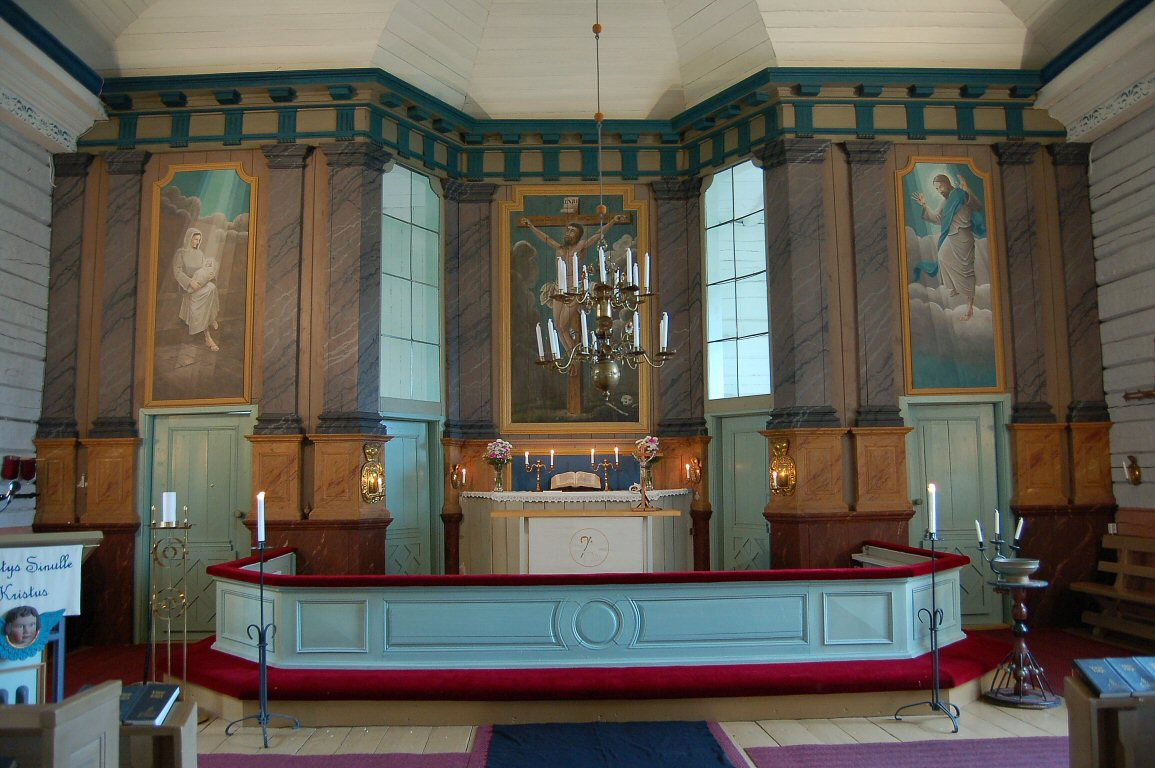
Вівтарні меблі в одній з церков Фінляндії
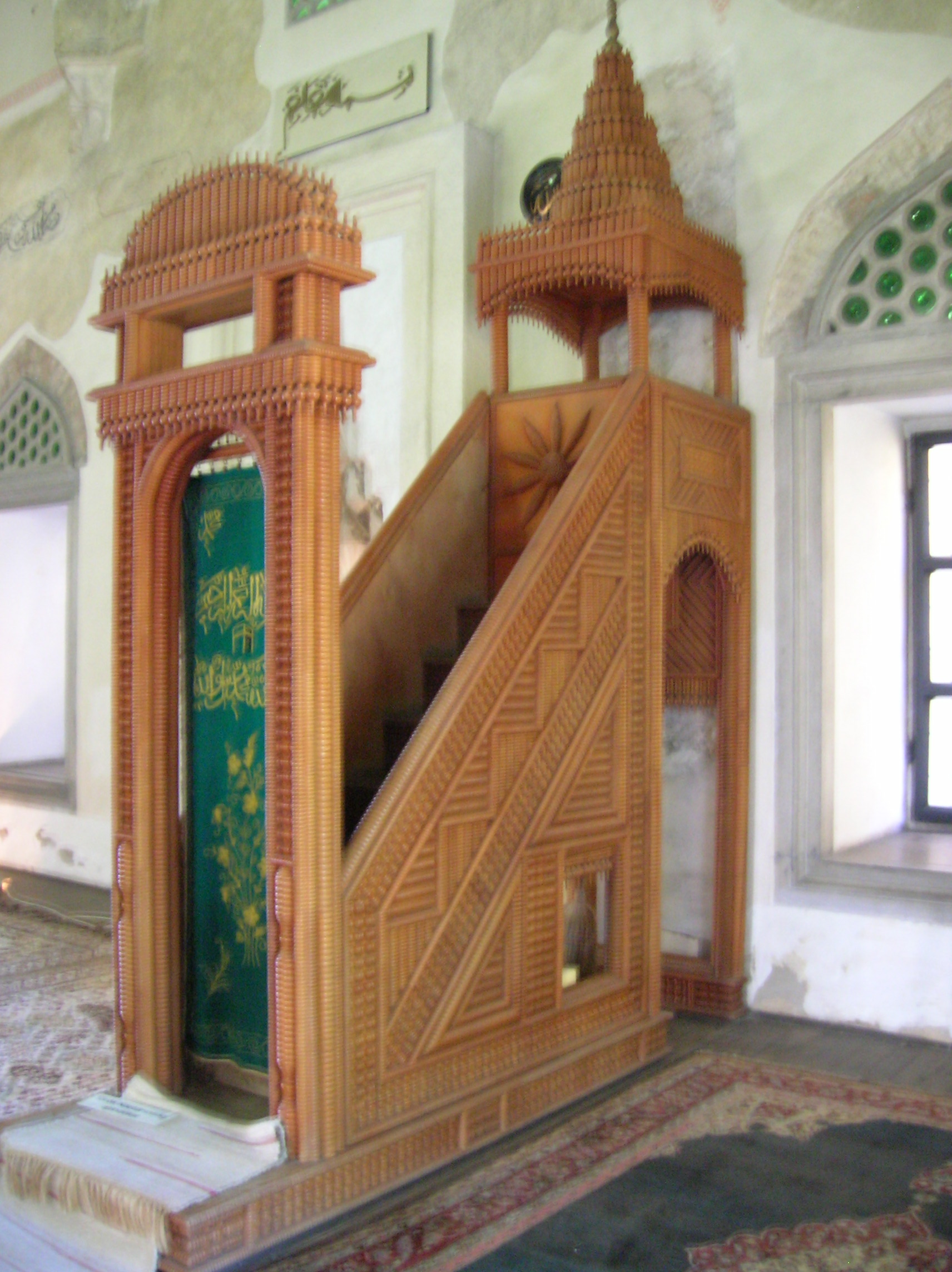
Мінбар дерев'яний в мечеті міста Печ , Угорщина
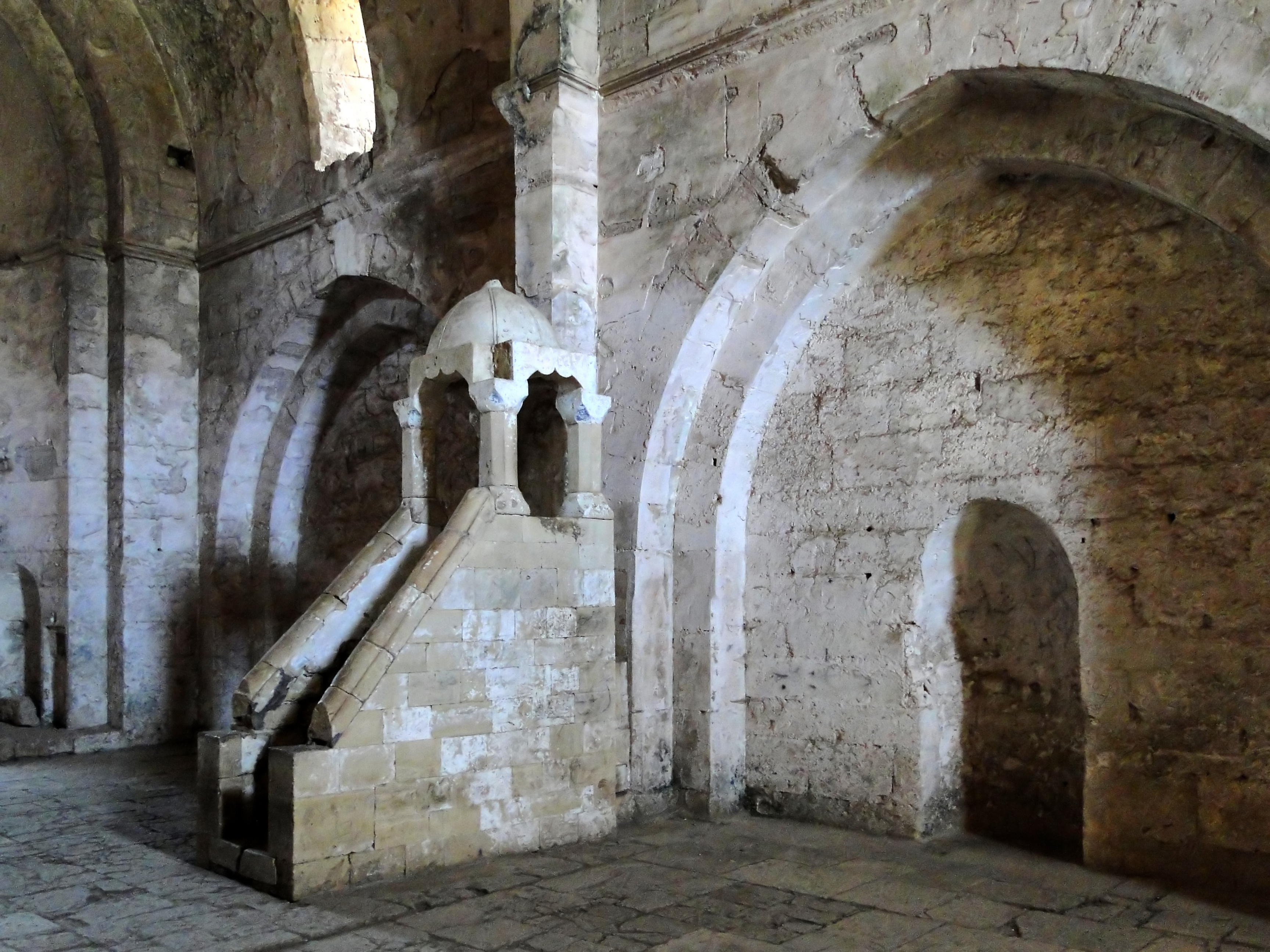
Мінбар кам'яний в одній з каплиць Сирії

### Класицизм і ампір
Дивацьке мистецтво рококо відкинула нова хвиля класицизму кінця 18 століття і пишний, але холодний в своїй віртуозності ампір. Меблі копіюють зразки стародавнього Єгипту, Греції, Риму, особливо Риму доби імперії, звідки і назва ампір. Ампір потужно підтримує авантюрна і войовнича верхівка Франції — Наполеон І, його родина, дипломати і наполеонівські маршали.

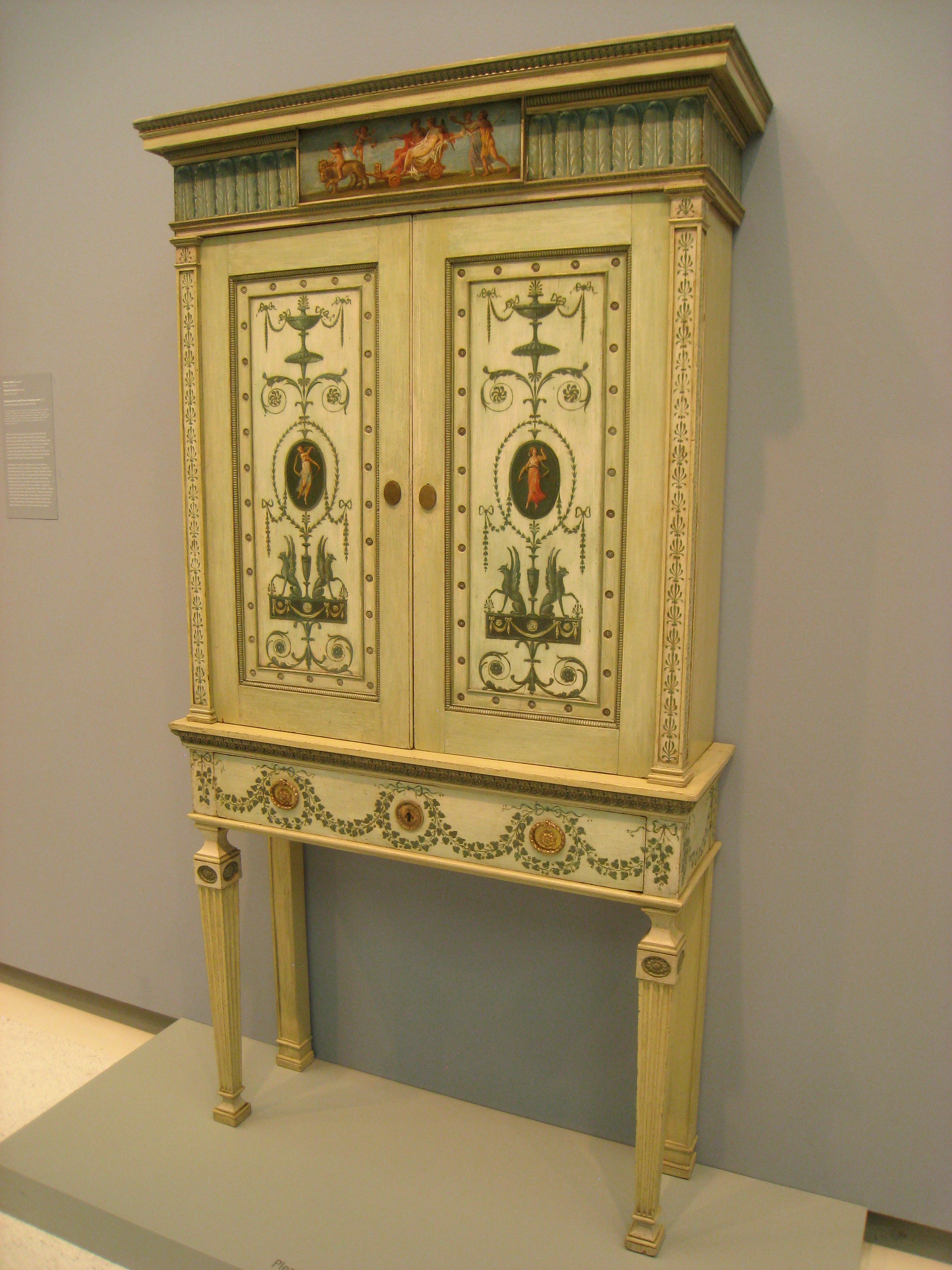
Книжкова шафа, класицизм, Роберт Адам(1728-1792), 1776 року, Музей мистецтв Карнегі, Пенсільванія, Пітсбург, США

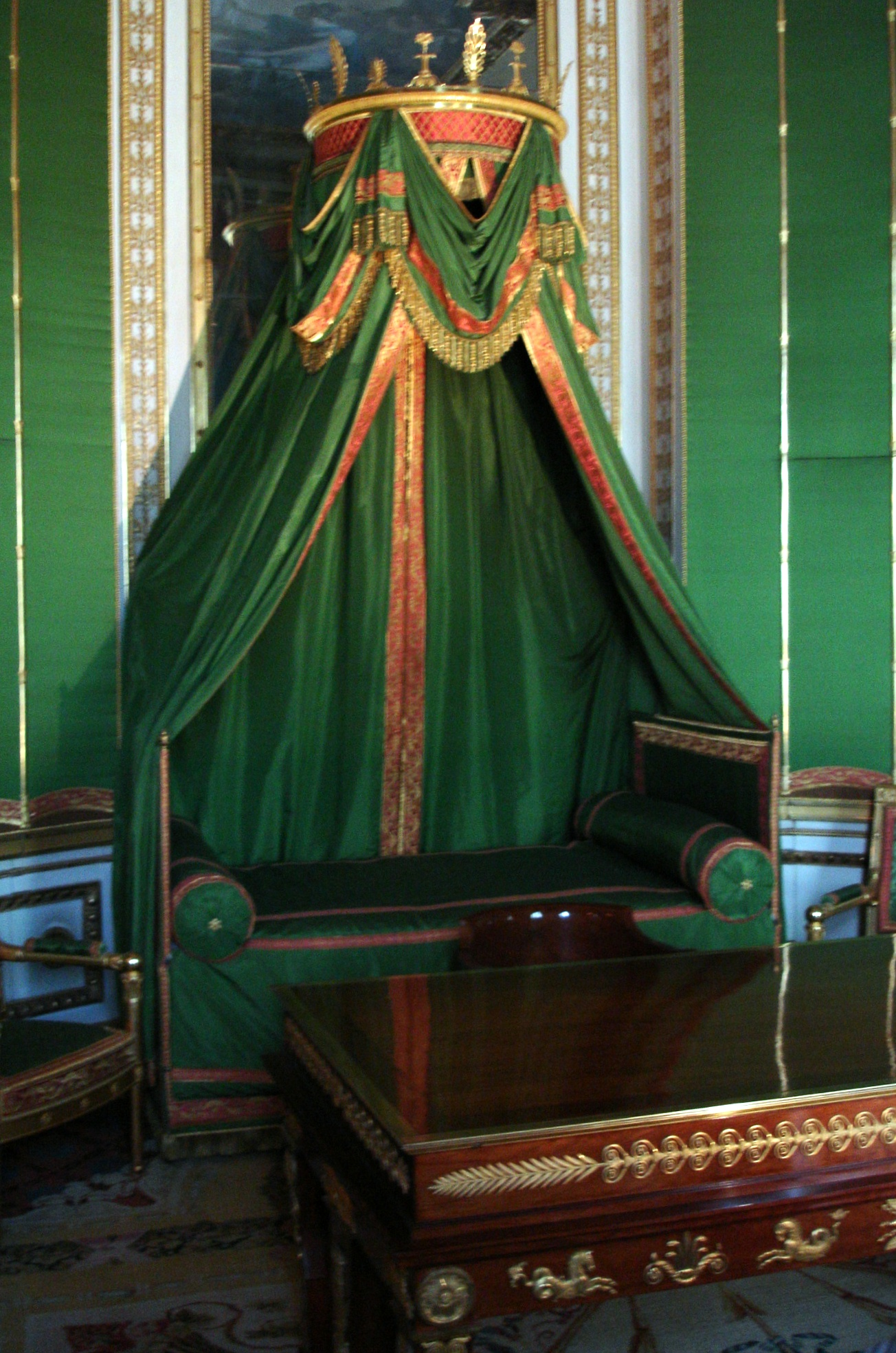
Спальня доби ампір

## Античний стиль меблів
Античний стиль меблів бере натхнення з культури Стародавньої Греції та Риму, відображаючи їхню естетику, функціональність та міцність. Основні елементи меблів в античному стилі включають використання природних матеріалів, симетричність форм, а також багаті орнаменти й декоративні різьблення, що надають меблям вишуканості. Меблі в античному стилі прості, витончені та пропорційні[джерело?].

## Основні характеристики античного стилю
1. Матеріали: здебільшого використовувалися дерево, бронза, мармур та камінь, що забезпечувало довговічність меблів.
2. Форма та симетрія: меблі мають чіткі лінії та геометричні форми. Найбільш поширені види меблів — крісла-клінарії, стільці з високими спинками та столи на товстих ніжках.
3. Декор: основні мотиви орнаменту — рослинні візерунки, зображення божеств, а також рельєфи у вигляді левів, сфінксів або інших символів сили та влади.

## Види меблів
Унікальними для античного стилю були клінарії — ліжка та крісла, які служили для відпочинку та споживання їжі лежачи, а також «катедри» — стільці з підлокітниками, які використовувалися правителями та особами високого статусу.
Античний стиль меблів зберігає свою популярність завдяки елегантності та відчуттю розкоші, які він привносить в інтер'єр, дозволяючи перенести атмосферу античності у сучасний простір.

## Бюргерські меблі-трансформери

### Меблі доби сецесії

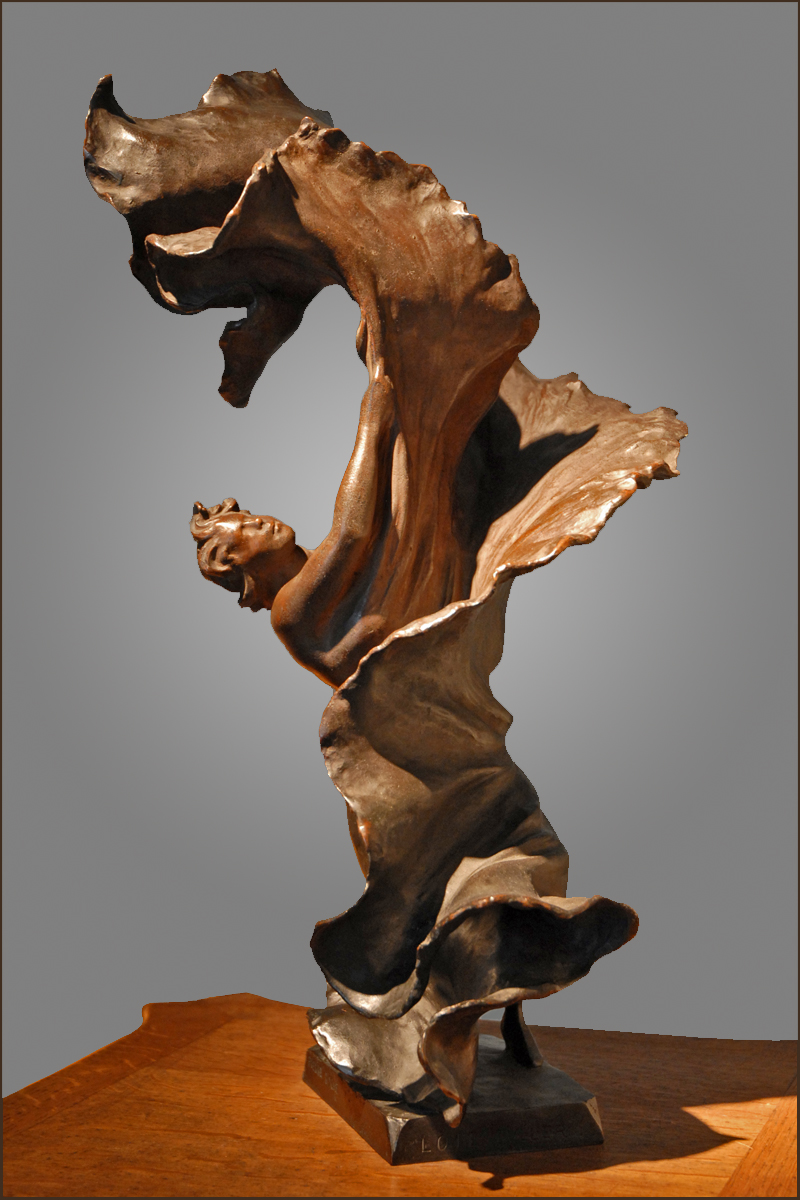
Скульптурка П'єра Роше́, модерн.

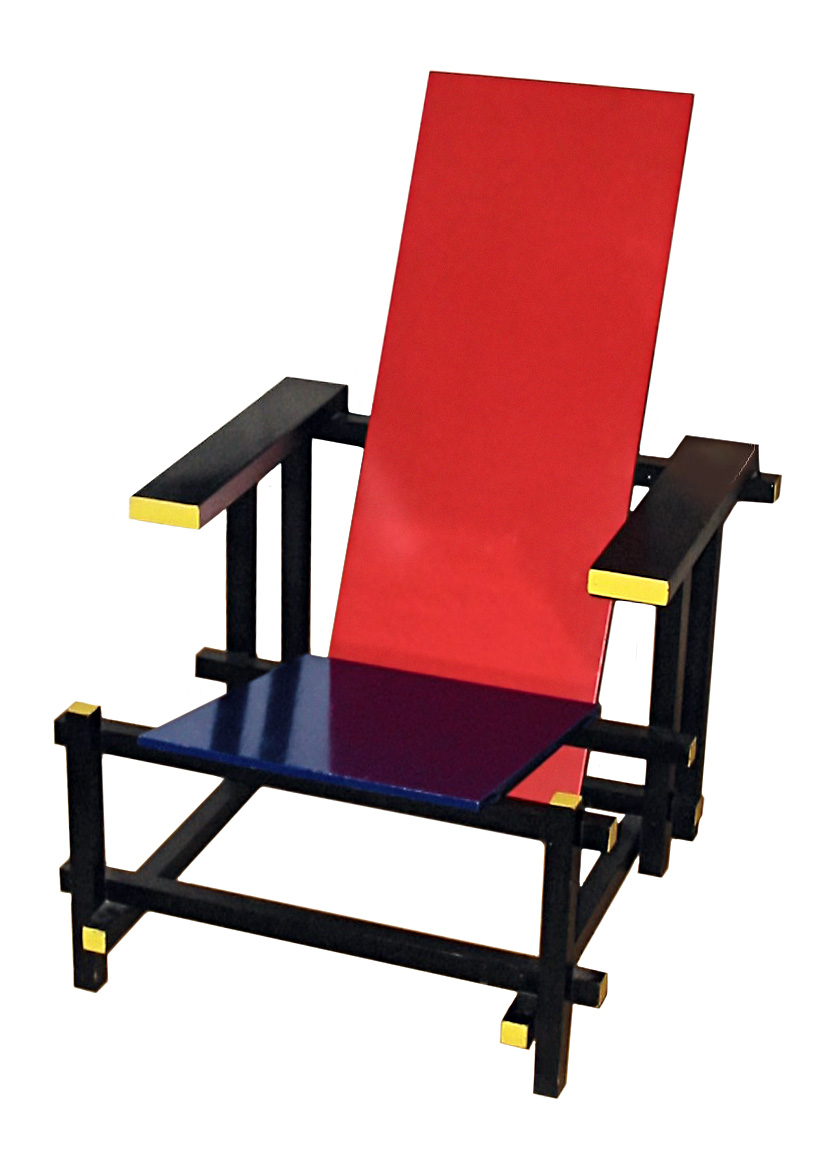
Крісло 1917 року, дизайнер Герріт Рейтволд

Декоративний стиль дикого капіталізму кінця 19 — початку 20 ст. (сецесія, югендстиль, модерн) розпочав свої пошуки в формах і оздобах. Меблі повільно еволюціонували від хвилястих і асиметричних до прямокутних форм, зазвичай зберігаючи зручність і легкість при вишуканості декору. Але має відбиток використання матеріалів в нехарактерній для нього вартості — хвилястий, гнучкий, рослинний орнамент імітують і метали, і дерево, і порцеляна. Домішками до оздоб слугують історичні стилі і традиційні, національні орнаменти, а також запозичення з Китаю та Японії (металеві деталі і накладки, маркетрі, порцеляна, перламутр тощо).
Соціальні потрясіння (1-ша світова війна, мільйони загиблих, розпад декількох імперій, більшовицький переворот в Росії, громадянська війна, голод, мільйонні еміграції населення) швидко обірвали розвиток стилю модерн і той поступився спрощеним, бідним формам функціоналізму 20 століття.

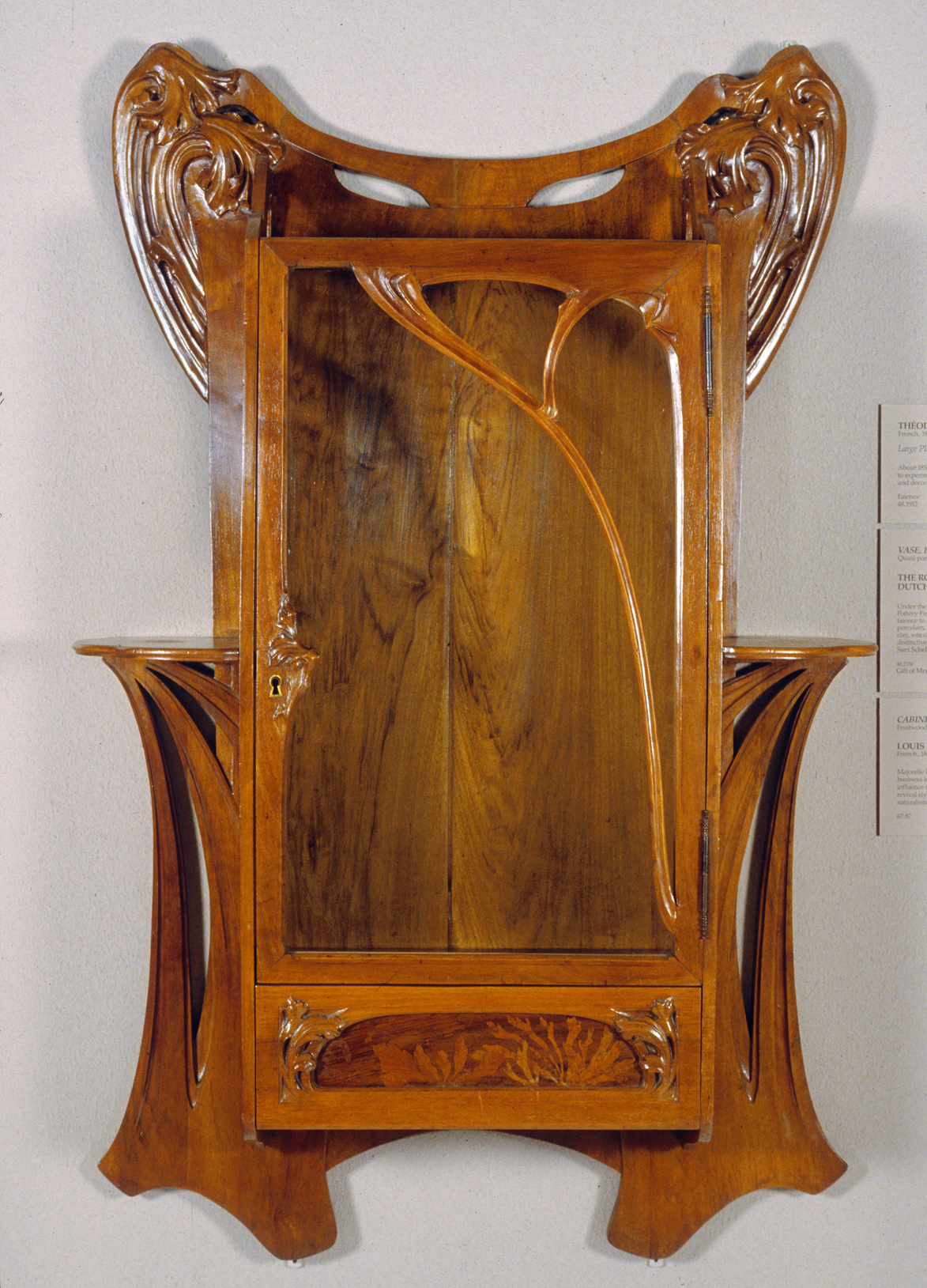
Луї Мажорель. Настінна шафа-кабінет, кінець 19 ст. Художній музей Волтерс, Балтимор, Меріленд, США

### Національні особливості в меблярстві

Використання принципів арабського меблярства —, східні форми, запозичені в архітектурі, дрібний орнамент на поверхні, інкрустація кістками

Меблі, як і інші зразки мистецтва, всмоктують національні традиції, орнаменти, поширені матеріали географічної зони, де мешкає народ. В Індо-Китаї, де росте 600 різновидів бамбуків, для виготовлення меблів використовують стовбури цієї рослини і навіть могутні, висушені корені бамбука. Меблі з коренів бамбука мають дивацький, переплетений, дещо хаотичний візерунок, що робить його окрасою інтер'єрів.
В давнину в Малій Азії полюбляли меблі і колони з ліванського кедру. Деякі меблі навмисно робили з особливої деревини, що мала запашну сировину. В меблях мусульманського регіону переважали невеличкі розміри, рясні геометричні орнаменти, інкрустація шматочками кістки, перламутру.
Італійці уславилися своїми стільницями з мозаїк. На кришці столу викладали мозаїкою цілі картини з зображенням пам'яток архітектури Риму, палацами, невеличкими пейзажами, краєвидами. Мозаїку стільниці ретельно шліфували, що вирівнювало поверхню і надавало блиску. Видатний зразок стільниці з мозаїкою " Морське дно " має музей Ермітаж.

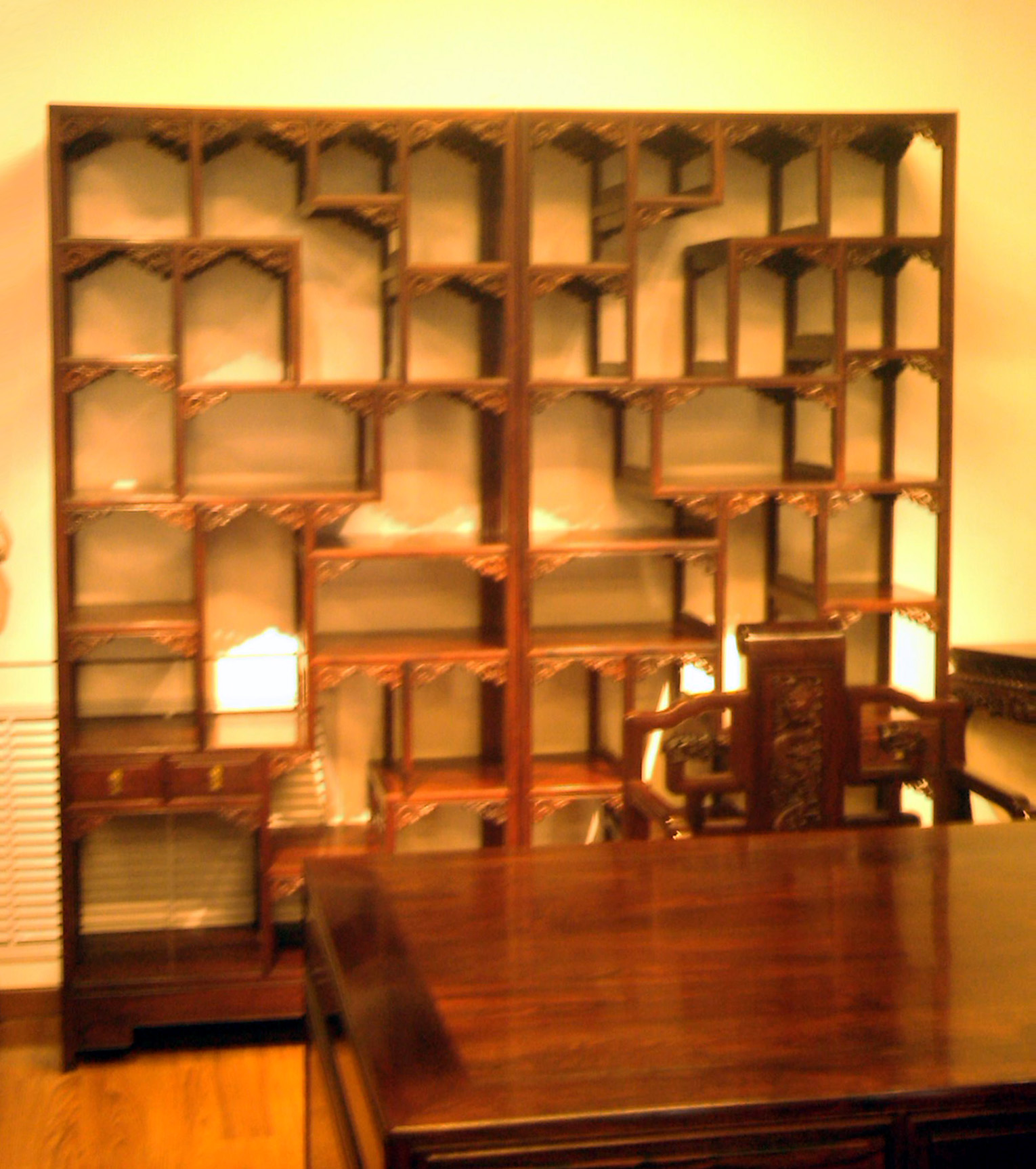
Меблі з Китаю
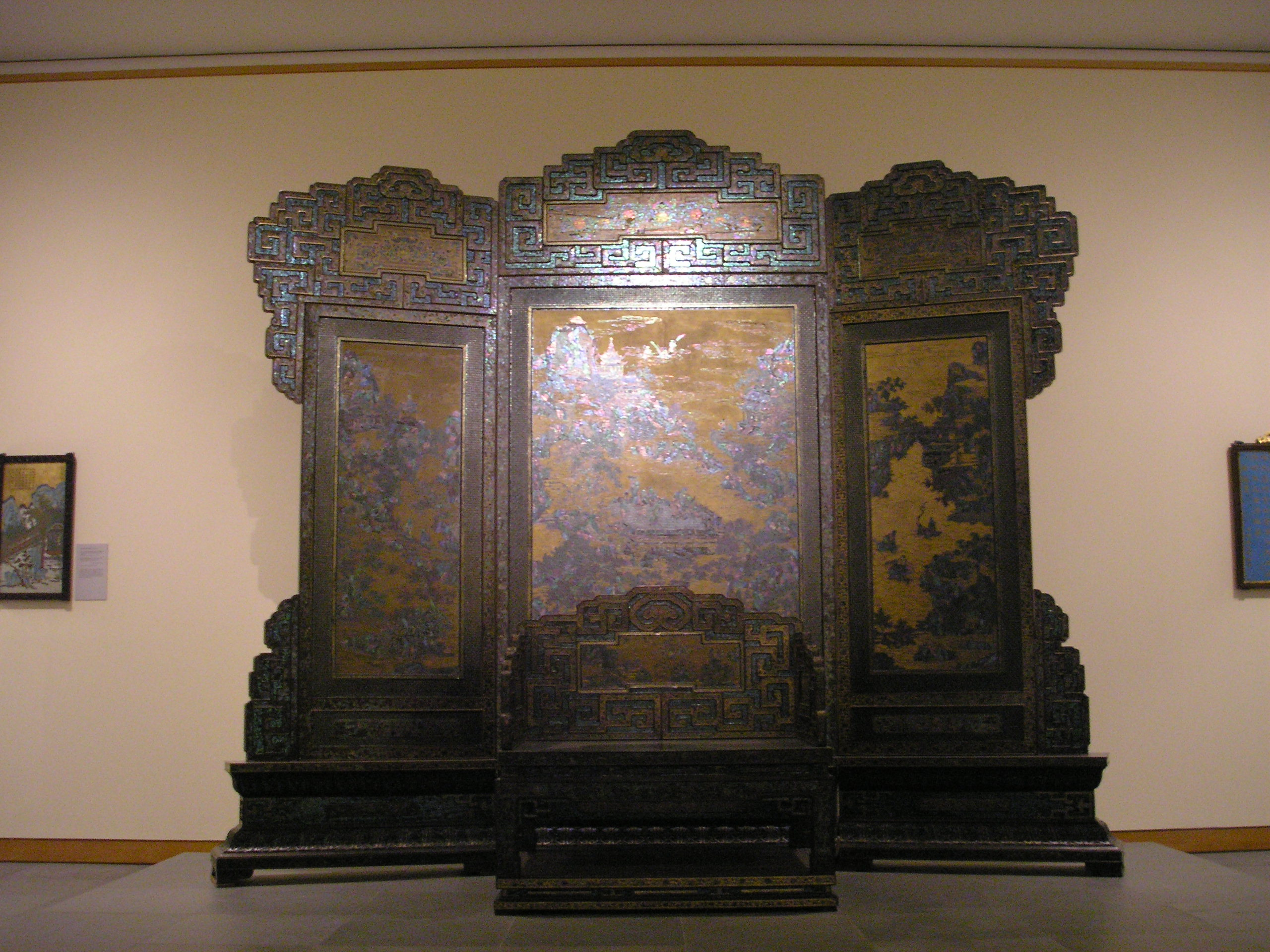
Шафа з Китаю, музей Далем, Берлін
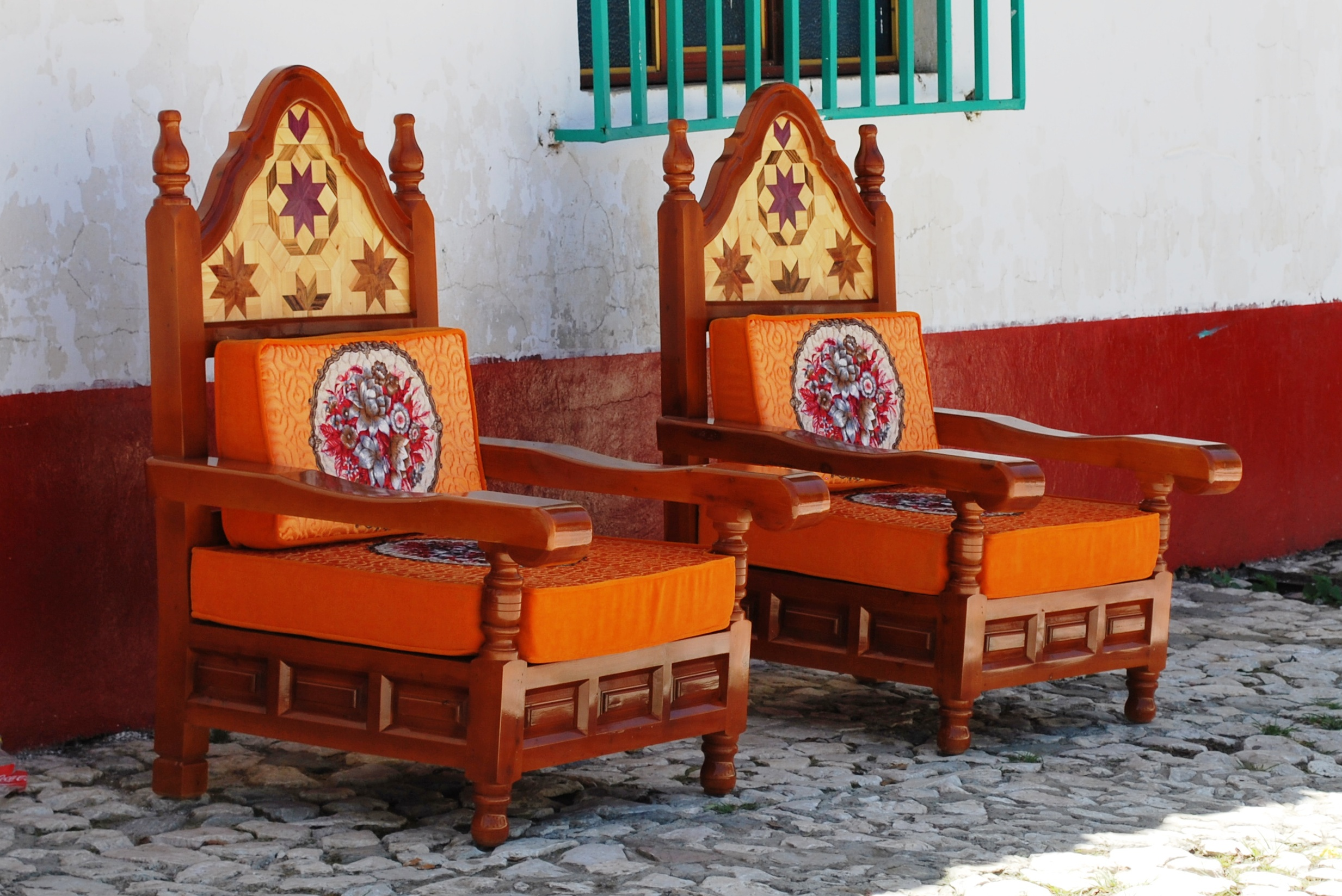
Крісла з Мексики
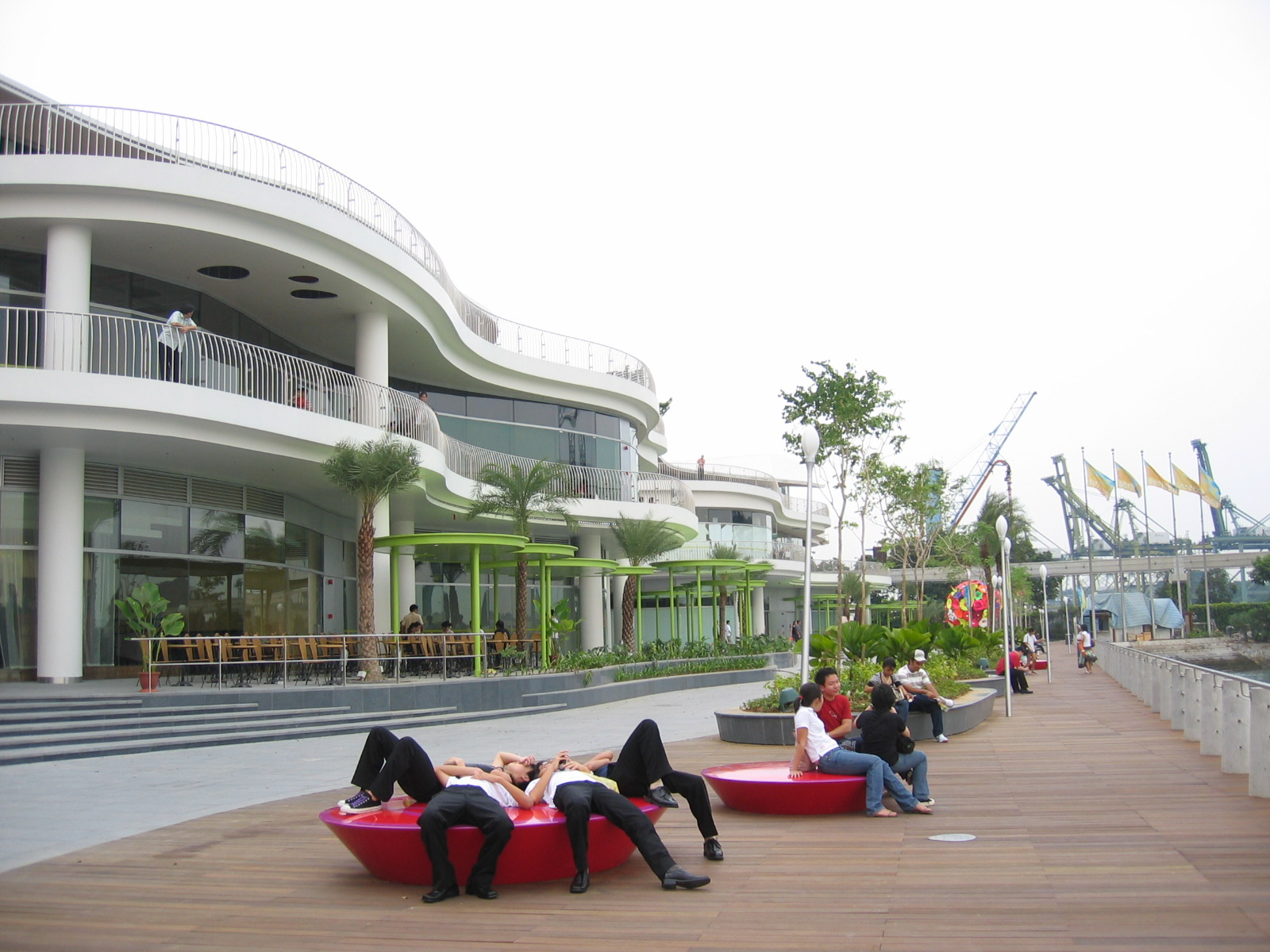
Меблі в Віво Сіті, Сингапур